# Herbert Hoover
Herbert Clark Hoover (10 de agosto de 1874 – 20 de outubro de 1964) foi o 31.º presidente dos Estados Unidos, servindo de 1929 a 1933. Um rico engenheiro de mineração antes de sua presidência, Hoover liderou a Comissão de Socorro na Bélgica (Commission for Relief in Belgium, CRB) em tempo de guerra e foi diretor da U.S. Food Administration, seguido por esforços de ajuda pós-guerra na Europa. Como membro do Partido Republicano, serviu como Secretário de Comércio dos Estados Unidos de 1921 a 1928 antes de ser eleito presidente em 1928. Seu governo foi dominado pela Grande Depressão e suas políticas e métodos para combatê-la foram vistos como insuficientes. Em meio à sua impopularidade, ele perdeu a reeleição de forma decisiva para Franklin D. Roosevelt na eleição de 1932.
Nascido em uma família Quaker em West Branch, Iowa, Hoover cresceu no Oregon. Ele foi um dos primeiros formandos da nova Universidade Stanford em 1895. Hoover assumiu um cargo em uma empresa de mineração sediada em Londres, trabalhando na Austrália e na China. Rapidamente tornou-se um rico engenheiro de mineração. Em 1914, com a eclosão da Primeira Guerra Mundial, ele organizou e liderou a Comissão de Socorro na Bélgica, uma organização internacional de ajuda que forneceu alimentos à Bélgica ocupada. Quando os Estados Unidos entraram na guerra em 1917, o presidente Woodrow Wilson nomeou Hoover para liderar a Food Administration. Ele se tornou famoso como o “ditador dos alimentos” do país. Após a guerra, Hoover liderou a American Relief Administration, que forneceu comida a milhões de famintos na Europa Central e Oriental, especialmente na Rússia. O serviço de Hoover em tempos de guerra o tornou favorito de muitos progressistas, e ele buscou sem sucesso a indicação republicana na eleição presidencial de 1920.
Hoover serviu como secretário de Comércio nos governos dos presidentes Warren G. Harding e Calvin Coolidge. Ele foi um membro de gabinete incomumente ativo e visível, tornando-se conhecido como “Secretário de Comércio e Subsecretário de todos os outros departamentos”. Ele foi influente no desenvolvimento da aviação e do rádio. Hoover liderou a resposta federal à Grande Enchente do Mississippi de 1927. Conquistou a indicação republicana na eleição presidencial de 1928 e derrotou o candidato democrata Al Smith por larga vantagem. Em 1929, Hoover assumiu a presidência. Contudo, durante seu primeiro ano de mandato, ocorreu o colapso da Bolsa de Valores, sinalizando o início da Grande Depressão, que dominou seu mandato até o fim. Sua resposta à depressão foi amplamente vista como ineficaz, e ele culpou mexicano-americanos pela crise econômica. Aproximadamente um milhão de mexicano-americanos foram “repatriados” à força para o México em uma migração forçada conhecida como Mexican Repatriation, apesar de a maioria deles ter nascido nos Estados Unidos.
Em meio à Grande Depressão, foi derrotado de forma decisiva pelo candidato democrata Franklin D. Roosevelt na eleição presidencial de 1932. A aposentadoria de Hoover durou mais de 31 anos, uma das mais longas entre ex-presidentes. Ele escreveu diversas obras e tornou-se cada vez mais conservador em sua aposentadoria. Criticou fortemente a política externa de Roosevelt e o New Deal. Nas décadas de 1940 e 1950, a opinião pública sobre Hoover melhorou, em grande parte por causa de seu serviço em diversas funções para os presidentes Harry S. Truman e Dwight D. Eisenhower, incluindo a presidência da influente Hoover Commission. As avaliações críticas de sua presidência por historiadores e cientistas políticos geralmente o classificam como um presidente significativamente abaixo da média, embora Hoover receba elogios por suas ações como humanitário e servidor público.

## Infância e educação
Herbert Clark Hoover nasceu em 10 de agosto de 1874, em West Branch, Iowa. Seu pai, Jesse Hoover, era um ferreiro e dono de uma loja de implementos agrícolas de ascendência alemã, suíça e inglesa. A mãe de Hoover, Hulda Randall Minthorn, foi criada em Norwich, Ontário, no Canadá, antes de se mudar para Iowa em 1859. Como a maioria dos outros habitantes de West Branch, Jesse e Hulda eram Quakers. Por volta dos dois anos de idade, “Bertie”, como era chamado naquela época, contraiu um grave ataque de crupe e chegou a ser dado como morto até ser reanimado por seu tio, John Minthorn. Quando criança, ele era frequentemente chamado pelo pai de “meu pequeno pau na lama” quando ficava preso na lama ao atravessar a rua sem pavimentação. A família de Herbert teve destaque na vida religiosa da cidade, em grande parte devido ao papel de sua mãe Hulda na igreja. Quando criança, Hoover frequentava a escola com regularidade, mas lia pouco por conta própria, exceto a Bíblia. Seu pai, notado pelo jornal local por seu “temperamento agradável e radiante”, morreu em 1880, aos 34 anos, de um ataque cardíaco repentino. A mãe de Hoover morreu em 1884 de tifo, deixando Hoover, seu irmão mais velho, Theodore, e sua irmã mais nova, May, órfãos. Hoover viveu os 18 meses seguintes com seu tio Allen Hoover em uma fazenda nas proximidades.

Hoover em 1877

Em novembro de 1885, Hoover foi enviado para Newberg, Oregon, para viver com seu tio John Minthorn, um médico e empresário quaker cujo próprio filho havia morrido no ano anterior. A casa dos Minthorn era considerada culta e educacional, passando um forte senso de ética de trabalho. Assim como West Branch, Newberg era uma cidade de fronteira colonizada em grande parte por quakers do Meio-Oeste. Minthorn garantiu que Hoover recebesse educação, mas Hoover não gostava das muitas tarefas que lhe eram atribuídas e frequentemente ressentia-se do tio. Um observador descreveu Hoover como “um órfão [que] parecia ser negligenciado em vários aspectos”. Hoover frequentou a Friends Pacific Academy (atual George Fox University), mas abandonou aos treze anos para trabalhar como assistente de escritório na empresa imobiliária (Oregon Land Company) de seu tio em Salem, Oregon. Embora não tenha frequentado o ensino médio, Hoover aprendeu contabilidade, datilografia e matemática em uma escola noturna.
Hoover fez parte da “Turma Pioneira” inaugural da Universidade Stanford, ingressando em 1891, apesar de ter sido reprovado em todos os exames de admissão exceto em matemática. Durante o primeiro ano, ele mudou sua ênfase de engenharia mecânica para geologia, após trabalhar para John Casper Branner, chefe do departamento de geologia de Stanford. Durante o segundo ano, Sam Collins propôs fundar o “Romero Hall Boarding Club”, a primeira república estudantil em Romero Hall, por “sociabilidade e economia”, que Hoover e William Foster Hidden cofundaram. Hoover foi um estudante mediano, gastando grande parte de seu tempo trabalhando em vários empregos de meio período ou participando de atividades no campus. Embora inicialmente fosse tímido entre colegas, Hoover foi eleito tesoureiro estudantil e se tornou conhecido por sua aversão a fraternidades e irmandades. Ele atuou como gerente estudantil dos times de beisebol e futebol americano de Stanford, ajudando a organizar o Big Game inaugural contra a Universidade da Califórnia em Berkeley. Durante os verões antes e depois de seu último ano, Hoover foi estagiário do geólogo econômico Waldemar Lindgren, do United States Geological Survey, experiências que o convenceram a seguir carreira como geólogo de mineração.

## Engenheiro de minas

### Bewick, Moreing

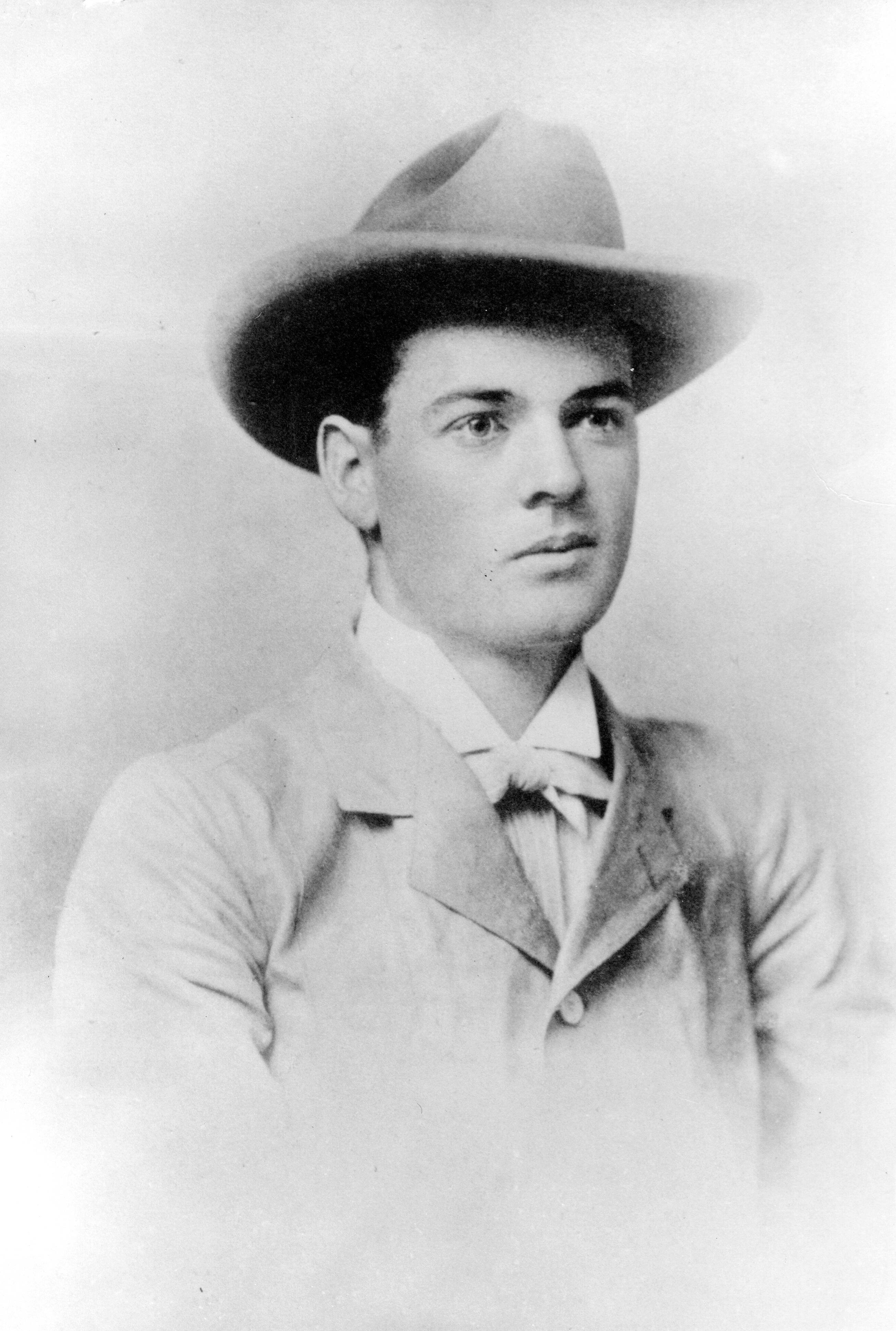
Hoover, aos 23 anos; foto tirada em Perth, Austrália Ocidental, em 1898

Quando Hoover se formou em Stanford, em 1895, o país passava pela Pânico de 1893 e ele inicialmente enfrentou dificuldades para encontrar emprego. Trabalhou em vários cargos de baixo nível em mineração nas Montanhas Sierra Nevada, até convencer o proeminente engenheiro de minas Louis Janin a contratá-lo. Após trabalhar por um ano como avaliador de minas, Hoover foi contratado pela Bewick, Moreing & Co. (“Bewick”), empresa com sede em Londres que operava mineração de ouro na Austrália Ocidental. Primeiro foi para Coolgardie, então o centro dos Eastern Goldfields, que ficava de fato na Austrália Ocidental, recebendo um salário de US$ 5 000 (equivalente a US$ 183,120 em 2023). As condições eram difíceis nos campos de ouro; Hoover descreveu as regiões de Coolgardie e Murchison, na borda do Grande Deserto Vitória, como terras de “moscas pretas, poeira vermelha e calor branco”.
Hoover viajava constantemente pelo Outback para avaliar e gerenciar as minas da empresa. Convenceu a Bewick a comprar a mina de ouro Sons of Gwalia, que se mostrou uma das mais bem-sucedidas da região. Em parte devido aos esforços de Hoover, a empresa acabou controlando aproximadamente 50% da produção de ouro na Austrália Ocidental. Hoover trouxe muitos imigrantes italianos para reduzir custos e conter o movimento trabalhista dos mineradores australianos. Durante seu tempo na empresa de mineração, Hoover se opôs a medidas como salário mínimo e indenização trabalhista por considerá-las injustas para os proprietários. O trabalho de Hoover impressionou seus empregadores e, em 1898, ele foi promovido a sócio júnior. Surgiu um conflito aberto entre Hoover e seu chefe, Ernest Williams, mas os líderes da Bewick contiveram a situação ao oferecer a Hoover um cargo atraente na China.
Ao chegar à China, Hoover desenvolveu minas de ouro perto de Tianjin em nome da Bewick e da Chinese Engineering and Mining Company, de propriedade chinesa. Tornou-se profundamente interessado em história chinesa, mas desistiu de aprender o idioma em nível avançado. Em público, alertava que os trabalhadores chineses eram ineficientes e racialmente inferiores. Ele fez recomendações para melhorar a situação dos trabalhadores chineses, buscando acabar com a prática de contratos de servidão de longo prazo e implantar reformas baseadas em mérito. A Revolta dos Boxers começou logo após a chegada dos Hoover à China, prendendo-os, bem como numerosos estrangeiros, até que uma Aliança das Oito Nações derrotasse as forças dos Boxers na Batalha de Tientsin. Temendo o colapso iminente do governo chinês, o diretor da Chinese Engineering and Mining Company concordou em criar uma nova empresa sino-britânica com a Bewick. Depois de assumirem o controle efetivo sobre essa nova empresa de mineração chinesa, Hoover tornou-se o sócio operacional no final de 1901.
Nesse cargo, Hoover viajou constantemente pelo mundo em nome da Bewick, visitando minas operadas pela empresa em diferentes continentes. A partir de dezembro de 1902, a empresa enfrentou questões legais e financeiras crescentes, após um dos sócios admitir ter vendido fraudulentamente ações de uma mina. Mais problemas surgiram em 1904, após o governo britânico criar duas comissões reais para investigar as práticas trabalhistas e transações financeiras da Bewick na Austrália Ocidental. Depois que a empresa perdeu um processo judicial, Hoover começou a buscar uma forma de sair da sociedade, vendendo suas ações em meados de 1908.

### Proprietário individual

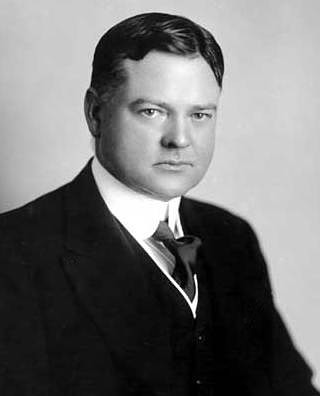
Hoover em 1917, quando engenheiro de minas

Após deixar a Bewick, Moreing, Hoover trabalhou como consultor e financiador de mineração independente baseado em Londres. Embora tivesse se destacado como geólogo e operador de minas, Hoover concentrou grande parte de sua atenção em arrecadar dinheiro, reestruturar organizações corporativas e financiar novos empreendimentos. Especializou-se em revitalizar operações de mineração em dificuldade, recebendo uma parcela dos lucros em troca de sua expertise técnica e financeira. Hoover se via, junto a seus associados, como “médicos de engenharia para empreendimentos doentes”, ganhando reputação de “médico de minas doentes”. Investiu em todos os continentes e tinha escritórios em São Francisco, Londres, Nova York, Paris, Petrogrado e Mandalay, Birmânia Britânica. Em 1914, Hoover já era um homem muito rico, com uma fortuna pessoal estimada em US$ 4 milhões (equivalente a US$ 121,67 milhões em 2023)).
Hoover cofundou a Zinc Corporation para extrair zinco perto da cidade australiana de Broken Hill, Nova Gales do Sul. A Zinc Corporation desenvolveu o processo de flotação por espuma para extrair zinco de minérios de chumbo-prata e operou a primeira planta mundial de flotação diferencial seletiva de minérios. Hoover trabalhou também com a Burma Corporation, uma empresa britânica que produzia prata, chumbo e zinco em grande quantidade na Mina de Bawdwin em Namtu.:90–96,101–102 Ele também ajudou a aumentar a extração de cobre em Kyshtym, Rússia, por meio do uso de fundição pirítica. Concordou ainda em gerenciar outra mina nos Montes Altai, que, segundo Hoover, “provavelmente desenvolveu o maior e mais rico depósito único de minério conhecido no mundo”.:102–108
No tempo livre, Hoover escrevia. Suas palestras nas universidades Columbia e Stanford foram publicadas em 1909 sob o título Principles of Mining, que se tornou um livro-texto padrão. A obra reflete sua aproximação de ideias progressistas, quando Hoover passou a apoiar a jornada de oito horas, bem como o sindicalismo. Hoover tornou-se profundamente interessado em história da ciência, e foi especialmente atraído pelo De re metallica, uma influente obra do século XVI sobre mineração e metalurgia de Georgius Agricola. Em 1912, Hoover e sua esposa publicaram a primeira tradução em inglês de De re metallica. Ele também ingressou no conselho de curadores de Stanford e liderou uma campanha bem-sucedida para nomear John Branner como presidente da universidade.

## Casamento e família

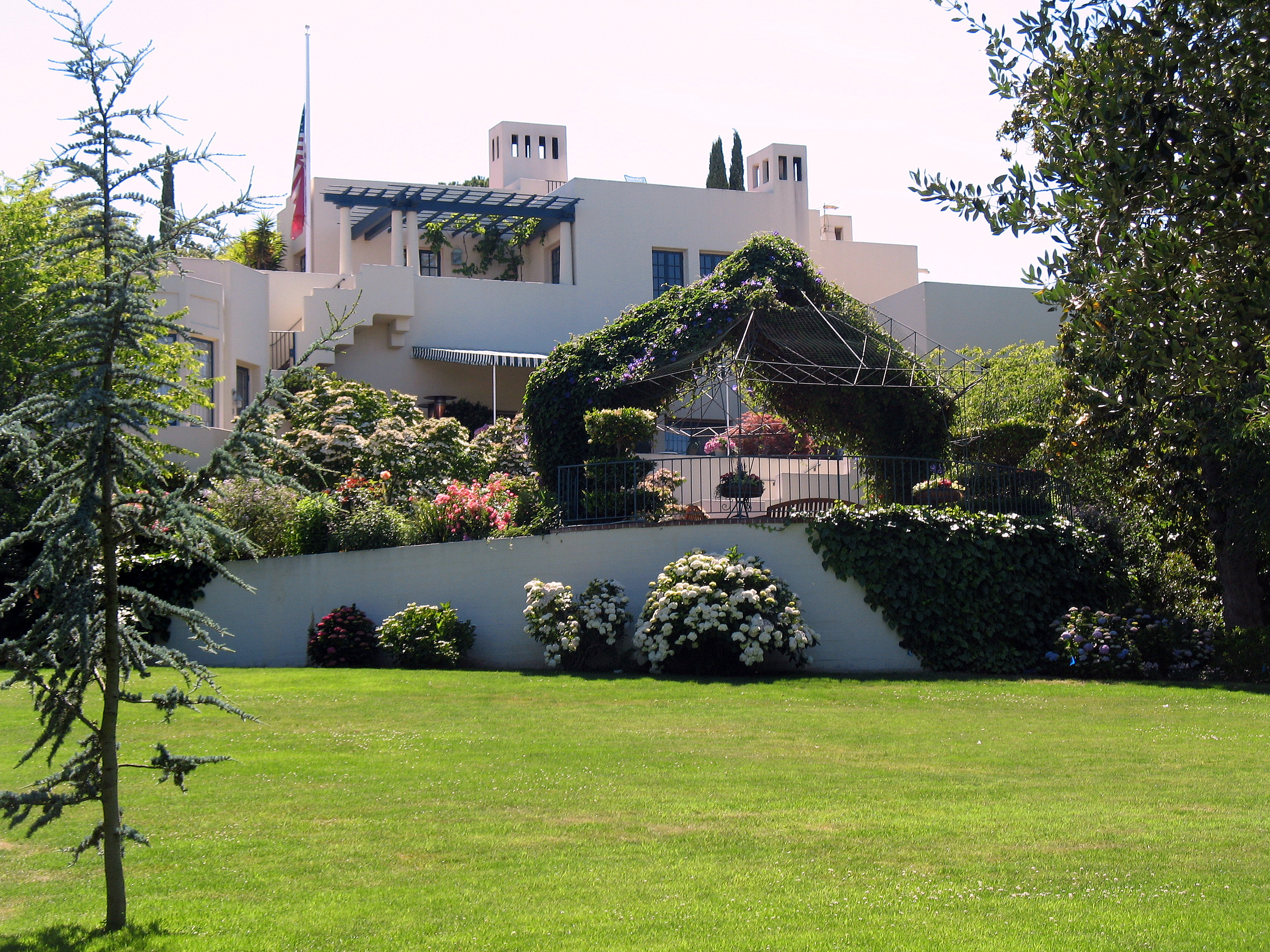
A Lou Henry Hoover House em Stanford, Califórnia, a primeira e única residência fixa do casal

Durante seu último ano em Stanford, Hoover apaixonou-se por uma colega chamada Lou Henry, mas sua situação financeira impedia o casamento naquela época. Filha de um banqueiro de Monterey, Califórnia, Lou Henry decidiu estudar geologia em Stanford após assistir a uma palestra de John Casper Branner. Logo após receber uma promoção em 1898, Hoover enviou um telegrama a Lou Henry pedindo-a em casamento. Ela aceitou por telegrama, e Hoover retornou brevemente aos EUA para o casamento. Eles permaneceram casados até a morte de Lou Henry Hoover em 1944. Hoover foi o primeiro presidente viúvo desde Woodrow Wilson.
Embora sua educação quaker tenha influenciado fortemente sua carreira, Hoover raramente participou de reuniões quakers na vida adulta. Hoover e a esposa tiveram dois filhos: Herbert Hoover Jr. (nascido em 1903) e Allan Henry Hoover (nascido em 1907). A família Hoover passou a viver em Londres em 1902, embora viajasse com frequência devido à carreira de Hoover. Após 1916, os Hoover residiram nos EUA, mantendo casas em Stanford e em Washington, D.C. A bisneta de Hoover (via Allan) é a comentarista política conservadora, estrategista, personalidade da mídia e autora Margaret Hoover.
O irmão mais velho de Hoover, Theodore, também estudou engenharia de minas em Stanford e voltou para ser reitor da Escola de Engenharia. Ao se aposentar, Theodore comprou uma grande propriedade na remota costa norte do Condado de Santa Cruz. A Theodore J. Hoover Natural Preserve agora faz parte do Big Basin State Park.

## Primeira Guerra Mundial e consequências

### Socorro da Europa
Primeira Guerra Mundial começou em agosto de 1914, colocando a Alemanha e seus aliados contra a França e seus aliados. O Plano Schlieffen da Alemanha era obter uma vitória rápida marchando pela Bélgica neutra para envolver o exército francês a leste de Paris. A manobra não conseguiu chegar a Paris, mas os alemães tiveram sucesso em tomar quase toda a Bélgica, ocupando grande parte do país pelo restante da guerra. Hoover e outros empresários americanos baseados em Londres criaram um comitê para organizar o retorno dos cerca de 100 000 americanos que ficaram retidos na Europa. Hoover foi nomeado presidente do comitê e, com o aval do Congresso e do governo Wilson, assumiu a distribuição de ajuda aos americanos na Europa. Posteriormente, Hoover declarou: “Não percebi naquele momento, mas em 3 de agosto de 1914 minha carreira estava acabada para sempre. Eu estava na estrada escorregadia da vida pública”. No início de outubro de 1914, a organização de Hoover havia distribuído ajuda a pelo menos 40 000 americanos.
A invasão alemã da Bélgica em agosto de 1914 desencadeou uma crise de alimentos na Bélgica, país que dependia fortemente de importações de alimentos. Os alemães se recusaram a assumir responsabilidade por alimentar a população belga em território capturado, e os britânicos se recusaram a suspender o bloqueio da Bélgica ocupada a menos que o governo dos EUA supervisionasse, como parte neutra, as importações de alimentos belgas. Com a cooperação do governo Wilson e do CNSA, uma organização belga de ajuda, Hoover criou a Comissão de Socorro na Bélgica (CRB). A CRB obteve e importou milhões de toneladas de alimentos para o CNSA distribuir, ajudando a garantir que o exército alemão não se apropriasse dos alimentos. As doações privadas e subsídios governamentais forneciam a maior parte de seu orçamento de 11 milhões de dólares por mês, e a CRB tornou-se praticamente uma república independente de ajuda, com sua própria bandeira, marinha, fábricas, moinhos e ferrovias.
Hoover trabalhava 14 horas por dia em Londres, administrando a distribuição de mais de dois milhões de toneladas de alimentos para nove milhões de vítimas de guerra. Em uma forma inicial de diplomacia de vaivém, ele atravessou o Mar do Norte quarenta vezes para se reunir com as autoridades alemãs e convencê-las a permitir os carregamentos de alimentos. Ele também convenceu o chanceler do Tesouro do Reino Unido David Lloyd George a permitir que indivíduos enviassem dinheiro ao povo belga, aliviando parte do trabalho da CRB. A pedido do governo francês, a CRB começou a entregar suprimentos à população do norte da França ocupado pelos alemães em 1915. Em 1926, o diplomata americano Walter Hines Page descreveu Hoover como “provavelmente o único homem vivo que negociou acordos (sem ocupar cargo) com os governos britânico, francês, alemão, holandês e belga”.

### Administração de Alimentos dos EUA

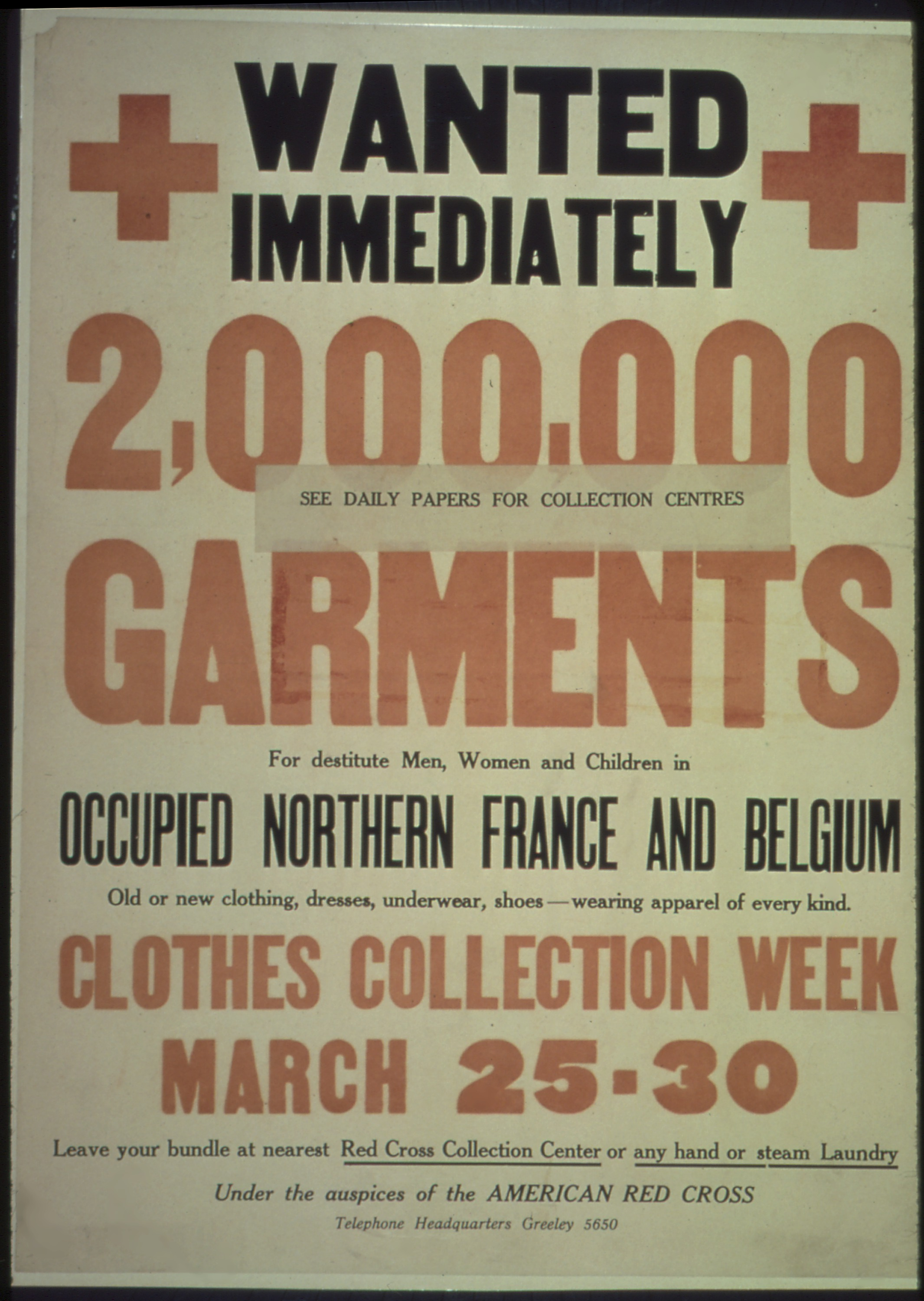
Pôster da Food Administration dos EUA

Os EUA declararam guerra à Alemanha em abril de 1917, e o fornecimento de alimentos americanos era essencial para a vitória dos Aliados. Com os EUA se mobilizando para a guerra, o presidente Wilson nomeou Hoover para chefiar a Food Administration dos EUA, responsável por garantir as necessidades alimentares do país durante a guerra. Hoover havia desejado se unir ao governo de alguma forma desde pelo menos 1916, e conseguiu o cargo após fazer lobby com vários membros do Congresso e com o confidente de Wilson, Edward M. House. Ganhando o apelido de “czar da comida”, Hoover recrutou um exército de voluntárias de centenas de milhares de mulheres e divulgou propaganda em cinemas, escolas e igrejas. Escolheu cuidadosamente homens para auxiliá-lo na liderança da agência — Alonzo E. Taylor (habilidades técnicas), Robert Taft (conexões políticas), Gifford Pinchot (influência na agricultura) e Julius Barnes (conhecimentos empresariais).
A Primeira Guerra Mundial gerou uma crise global de alimentos que elevou drasticamente os preços e causou protestos e fome nos países em guerra. O objetivo principal de Hoover como “czar da comida” era fornecer suprimentos às Potências Aliadas, mas ele também buscava estabilizar os preços domésticos e evitar a escassez no país. Com os amplos poderes concedidos pelo Food and Fuel Control Act, a Food Administration supervisionava toda a produção de alimentos nos Estados Unidos, usando sua autoridade para comprar, importar, armazenar e vender comida. Determinado a evitar o racionamento, Hoover instituiu dias específicos em que as pessoas deveriam deixar de consumir certos alimentos e economizá-los para as rações dos soldados: segundas-feiras sem carne, quartas-feiras sem trigo e “quando em dúvida, coma batatas”. Essas políticas foram chamadas de “Hooverizing” pelos publicitários do governo, apesar das ordens de Hoover para que seu nome não fosse citado. A Food Administration embarcou 23 milhões de toneladas de alimentos para as Potências Aliadas, evitando seu colapso e fazendo com que Hoover obtivesse grande reconhecimento. Como chefe da Food Administration, Hoover ganhou seguidores nos Estados Unidos, especialmente entre progressistas que o viam como um administrador especializado e símbolo de eficiência. Ele foi eleito para a American Philosophical Society durante esse período.

### Post-war relief in Europe
A Primeira Guerra Mundial terminou em novembro de 1918, mas a Europa continuava a enfrentar uma situação alimentar crítica; Hoover estimava que até 400 milhões de pessoas poderiam enfrentar a fome. A Food Administration dos EUA tornou-se a American Relief Administration (ARA), e Hoover foi encarregado de fornecer alimentos para a Europa Central e Oriental. Além de fornecer ajuda, a ARA reconstruiu infraestruturas para tentar revitalizar a economia europeia. Durante a Conferência de Paz de Paris, Hoover serviu como assessor próximo do presidente Wilson, compartilhando em grande parte as metas de Wilson de criar a Liga das Nações, definir fronteiras com base na autodeterminação e evitar punições severas às Potências Centrais derrotadas. No ano seguinte, o renomado economista britânico John Maynard Keynes escreveu em The Economic Consequences of the Peace que, se o realismo, “conhecimento, magnanimidade e abnegação” de Hoover tivessem prevalecido nas negociações de Paris, o mundo teria tido “uma Boa Paz”. Após o fim do financiamento governamental à ARA em meados de 1919, Hoover transformou a ARA em uma organização privada, levantando milhões de dólares de doadores privados. Ele também criou o European Children's Fund, que forneceu alimento para 15 milhões de crianças em 14 países.
Apesar da oposição do senador Henry Cabot Lodge e de outros republicanos, Hoover forneceu ajuda à Alemanha derrotada após a guerra, bem como auxílio à fome na República Socialista Federativa Soviética da Rússia. Hoover condenava os bolcheviques, mas alertou o presidente Wilson contra a intervenção na Guerra Civil Russa, pois considerava as forças Brancas quase tão ruins quanto os bolcheviques e temia um envolvimento prolongado dos EUA. A fome russa de 1921–22 matou seis milhões de pessoas, mas a intervenção da ARA provavelmente salvou milhões de vidas. Quando questionado se não estaria ajudando o bolchevismo ao fornecer comida, Hoover respondeu: “vinte milhões de pessoas estão morrendo de fome. Independentemente da sua política, elas serão alimentadas!” Refletindo a gratidão de muitos europeus, em julho de 1922 o escritor soviético Máximo Gorki disse a Hoover que “sua ajuda entrará para a história como um feito único, gigantesco, digno da maior glória, que permanecerá por muito tempo na memória de milhões de russos que você salvou da morte”.
Em 1919, Hoover criou a Hoover War Collection na Universidade Stanford. Ele doou todos os arquivos da Comissão de Socorro na Bélgica, da U.S. Food Administration e da American Relief Administration, comprometendo US$ 50 000 como doação (equivalente a US$ 878 695 em 2023). Pesquisadores foram enviados à Europa para coletar panfletos, publicações de sociedades, documentos governamentais, jornais, pôsteres, proclamações e outros materiais efêmeros relacionados à guerra e às revoluções subsequentes. A coleção foi renomeada para Hoover War Library em 1922 e hoje é conhecida como Hoover Institution Library and Archives. No período pós-guerra, Hoover também presidiu a Federated American Engineering Societies.

### 1920 election
Hoover era pouco conhecido do público americano antes de 1914, mas seu serviço no governo Wilson o tornou um possível candidato na eleição presidencial de 1920. O apelo de Hoover por impostos mais altos, as críticas ao Procurador-Geral A. Mitchell Palmer durante a Primeira histeria vermelha e sua defesa de medidas como salário mínimo, jornada de 48 horas e eliminação do trabalho infantil o tornaram atraente para progressistas de ambos os partidos. Apesar de ter servido ao governo democrata de Woodrow Wilson, Hoover nunca se envolvera fortemente com os democratas ou os republicanos. Ele inicialmente evitou se comprometer com qualquer partido em 1920, esperando que algum dos dois grandes partidos o convocasse para concorrer na convenção. Em março de 1920, mudou de estratégia e declarou-se republicano; foi motivado em grande parte pela crença de que os democratas tinham poucas chances de vitória. Apesar de sua reputação nacional, o apoio de Hoover a impostos mais altos alienou os fazendeiros e a ala conservadora “velha-guarda” do Partido Republicano, e sua candidatura fracassou depois de perder a primária da Califórnia para Hiram Johnson. Na Convenção Republicana de 1920, Warren G. Harding surgiu como candidato de compromisso após o impasse entre os apoiadores de Johnson, Leonard Wood e Frank Orren Lowden. Hoover apoiou a bem-sucedida campanha de Harding na eleição geral e começou a preparar o terreno para uma futura candidatura presidencial, construindo uma base de apoiadores fiéis no Partido Republicano.

## Secretário de Comércio (1921–1928)

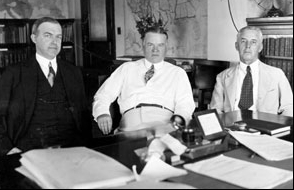
Assistentes William McCracken (à esquerda) e Walter Drake (à direita) com o secretário Hoover (centro)

Após sua eleição em 1920, Harding recompensou Hoover por seu apoio, oferecendo-lhe o cargo de Secretário do Interior ou de Secretário de Comércio. O cargo de Secretário de Comércio era então considerado secundário, com responsabilidades vagas e limitadas, mas Hoover decidiu aceitá-lo. As posições progressistas de Hoover, seu apoio contínuo à Liga das Nações e sua recente adesão ao Partido Republicano provocaram oposição à sua nomeação em parte dos republicanos do Senado. Para contornar essa resistência, Harding uniu a nomeação de Hoover à de Andrew Mellon como Secretário do Tesouro, preferido pelos conservadores; ambas foram confirmadas. Hoover serviu como Secretário de Comércio de 1921 a 1928, nos governos Harding e, após a morte de Harding em 1923, do presidente Calvin Coolidge. Enquanto alguns dos membros de destaque do governo Harding, como o Procurador-Geral Harry M. Daugherty e o Secretário do Interior Albert B. Fall, estiveram envolvidos em grandes escândalos, Hoover permaneceu praticamente ileso.
Hoover via o Departamento de Comércio como o centro do crescimento e da estabilidade do país. Sua experiência na mobilização econômica em tempo de guerra o convenceu de que o governo federal poderia promover eficiência eliminando desperdícios, aumentando a produção, incentivando o uso de práticas baseadas em dados, investindo em infraestrutura e conservando recursos naturais. Muitos descreviam a abordagem de Hoover como uma “terceira via” entre o “capitalismo irrestrito” e o socialismo, que se tornava cada vez mais popular na Europa. Hoover buscava um equilíbrio entre trabalho, capital e governo, e por isso foi rotulado ora de corporativista ora de associacionista. Uma alta prioridade era a diplomacia econômica, incluindo a promoção do crescimento das exportações e a proteção contra práticas monopolistas de governos estrangeiros, especialmente em relação à borracha e ao café.
Hoover exigiu, e recebeu, poder para coordenar os assuntos econômicos em todo o governo. Criou diversos subdepartamentos e comitês, supervisionando e regulamentando tudo, desde estatísticas de fabricação até aviação e radiodifusão. Em alguns casos, ele “assumiu” responsabilidades de outros departamentos quando considerava que não estavam cumprindo bem suas funções; alguns passaram a chamá-lo de “Secretário de Comércio e Subsecretário de todos os outros departamentos”. Em resposta à Depressão de 1920–21, convenceu Harding a criar uma comissão presidencial de desemprego, incentivando governos locais a investir em infraestrutura para compensar ciclos econômicos. Ele apoiou grande parte do programa de redução de impostos de Mellon, mas defendeu um sistema tributário mais progressivo e se opôs aos esforços de Mellon para eliminar o imposto sobre herança.

### Regulação do rádio e do transporte

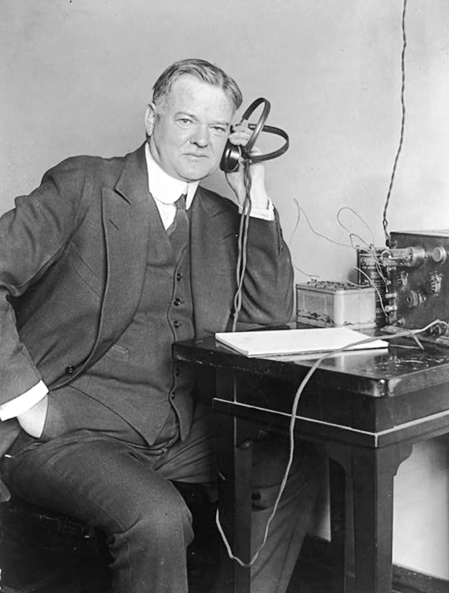
Hoover ouvindo um rádio, 1925

Entre 1923 e 1929, o número de famílias com rádio cresceu de 300 mil para 10 milhões, e o período de Hoover como Secretário de Comércio influenciou fortemente o uso do rádio nos Estados Unidos. Entre 1922 e 1925, Hoover organizou conferências entre fabricantes de rádio, agências de notícias e organizações governamentais, o que desempenhou papel fundamental na organização, desenvolvimento e regulamentação da radiodifusão. Hoover também ajudou a aprovar o Radio Act of 1927, permitindo a intervenção do governo para abolir estações consideradas “não úteis” ao público. As tentativas de Hoover de regulamentar o rádio não foram apoiadas por todos no Congresso, e ele enfrentou forte oposição de senadores e proprietários de estações.
Hoover também foi influente no desenvolvimento inicial da aviação, buscando criar uma indústria privada próspera reforçada por subsídios indiretos do governo. Ele incentivou a criação de campos de pouso de emergência, exigiu que todas as pistas tivessem iluminação e sinais de rádio e incentivou agricultores a usar aviões para pulverização de lavouras. Ele também estabeleceu o poder do governo federal de inspecionar aviões e licenciar pilotos, criando um precedente para a futura FAA.
Como Secretário de Comércio, Hoover promoveu conferências nacionais sobre segurança no trânsito, conhecidas coletivamente como National Conference on Street and Highway Safety. Seu objetivo principal era lidar com o crescente número de acidentes de trânsito, mas o escopo das conferências se ampliou e passou a incluir padrões de veículos automotores, regras de trânsito e controle do tráfego urbano. Hoover deixava que os grupos de interesse convidados negociassem acordos entre si, que depois eram apresentados para adoção pelos estados e municípios. Como as associações comerciais automotivas eram as mais organizadas, muitas decisões tomadas refletiam seus interesses. As conferências emitiram um modelo de Código Uniforme de Veículos para adoção pelos estados e um Modelo de Portaria de Trânsito Municipal para as cidades, promovendo maior uniformidade entre jurisdições e priorizando o automóvel nas ruas das cidades.

### Construção de imagem de Hoover
O historiador Phillips Payson O'Brien argumenta que Hoover enfrentou um “problema britânico”: ele havia passado muitos anos morando no Reino Unido e na Austrália, empregado por empresas britânicas, e corria o risco de ser rotulado como um instrumento britânico. Houve três soluções, todas seguidas por Hoover em estreita colaboração com a mídia, que o admirava bastante. A primeira foi adotar a imagem de cientista imparcial, sem emoção, mas sempre comprometido em encontrar e implementar a melhor solução possível. A segunda foi conquistar a reputação de humanitário, profundamente preocupado com os problemas mundiais (como a fome na Bélgica), além de questões domésticas específicas que ele resolvera como comissário de alimentos durante a guerra. A terceira solução foi recorrer à tática tradicional de “cutucar o rabo do leão britânico”. Hoover usou essa solução em 1925–1926, durante a crise mundial da borracha. A indústria automobilística americana consumia 70% da borracha mundial, mas investidores britânicos controlavam grande parte da oferta, com planos de reduzir drasticamente a produção na Malásia Britânica, triplicando o preço da borracha. Hoover fez uma série de discursos e entrevistas denunciando essa prática “monopolista” e exigindo seu fim. O Departamento de Estado dos Estados Unidos preferiu evitar tal crise e fez um acordo em 1926. Porém, naquela altura, Hoover já havia resolvido o seu problema de imagem e, durante a campanha de 1928, conseguiu neutralizar ataques alegando que ele era muito próximo aos interesses britânicos.

### Inundação do Mississippi
A Grande Enchente do Mississippi de 1927 transbordou rios e diques do baixo rio Mississippi no início de 1927, inundando milhões de acres e deixando 1,5 milhão de pessoas deslocadas. Embora a resposta a desastres não fizesse parte das funções do Departamento de Comércio, os governadores de seis estados ao longo do Mississippi pediram especificamente ao presidente Coolidge que designasse Hoover para coordenar a resposta às enchentes. Acreditando que resposta a desastres não fosse responsabilidade do governo federal, Coolidge inicialmente se recusou a intervir, mas cedeu à pressão política e nomeou Hoover para presidir um comitê especial de ajuda à região. Hoover criou mais de cem cidades de barracas e uma frota de mais de seiscentos navios, arrecadando US$ 17 milhões (equivalente a US$ 298,18 milhões em 2023). Em grande parte devido à sua liderança na crise das enchentes, em 1928 Hoover já tinha mais destaque que o próprio presidente Coolidge. Embora Hoover tenha sido muito elogiado por seu papel na crise, ordenou que fossem suprimidos relatórios sobre maus-tratos a afro-americanos nos campos de refugiados. Ele fez isso com a cooperação do líder negro Robert Russa Moton, que recebeu a promessa de ter influência sem precedentes caso Hoover se tornasse presidente.

### Outras iniciativas

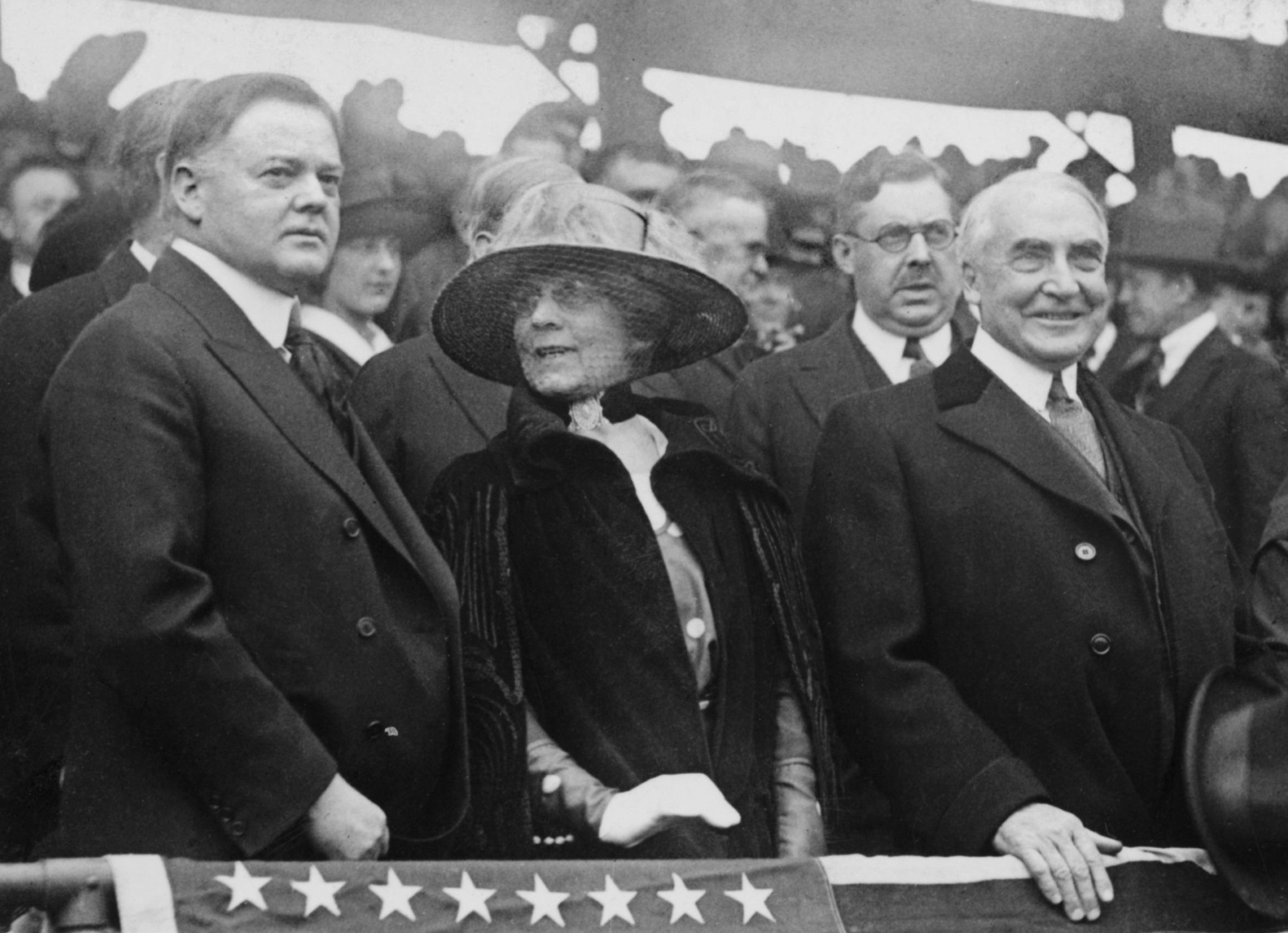
Hoover (à esquerda) com Florence Harding e o presidente Warren Harding em um jogo de beisebol em 1921

Com o objetivo de incentivar investimentos empresariais prudentes, Hoover transformou o Departamento de Comércio em um repositório de informações. Ele recrutou diversos acadêmicos de várias áreas para publicar relatórios sobre aspectos da economia, incluindo produção de aço e filmes. Para eliminar desperdícios, incentivou a padronização de produtos como pneus de automóveis e bicos de mamadeiras. Outros esforços para eliminar desperdícios incluíram reduzir perdas trabalhistas decorrentes de disputas sindicais e flutuações sazonais, reduzir perdas industriais resultantes de acidentes e ferimentos e reduzir a quantidade de petróleo bruto derramado durante extração e transporte. Ele promoveu o comércio internacional abrindo escritórios no exterior para aconselhar empresários e incentivou a exportação de filmes de Hollywood. Sua campanha “Own Your Own Home” foi uma colaboração para promover a casa própria, em parceria com grupos como o movimento Better Houses in America, o Architects' Small House Service Bureau e o Home Modernizing Bureau. Trabalhou com banqueiros e o setor de associações de poupança e empréstimo para estimular a hipoteca de longo prazo, o que aumentou drasticamente a construção de casas. Outras conquistas incluíram convencer a U.S. Steel a adotar a jornada de oito horas e o apoio à formação do Colorado River Compact, um acordo de direitos sobre a água entre os estados do sudoeste dos Estados Unidos.

### Eleição presidencial de 1928
Silenciosamente, Hoover angariou apoio para uma futura candidatura presidencial ao longo dos anos 1920, mas evitou se indispor com Coolidge, que possivelmente poderia ter disputado mais um mandato na eleição de 1928. Assim como a nação, Hoover ficou surpreso quando Coolidge anunciou em agosto de 1927 que não disputaria outro mandato. Com a aposentadoria de Coolidge, Hoover imediatamente despontou como favorito para a nomeação republicana de 1928, e rapidamente formou uma forte equipe de campanha liderada por Hubert Work, Will H. Hays e Reed Smoot. Coolidge não desejava apontar Hoover como seu sucessor; certa vez, comentou: “por seis anos esse homem me deu conselhos não solicitados — todos ruins”. Apesar de suas reservas, Coolidge não queria dividir o partido, então não se opôs publicamente à popular candidatura de Hoover.
Muitos líderes republicanos cautelosos procuraram um candidato alternativo, como o Secretário do Tesouro Andrew Mellon ou o ex-secretário de Estado Charles Evans Hughes, mas Hughes e Mellon recusaram concorrer, e outros nomes como Frank Orren Lowden e o vice-presidente Charles G. Dawes não obtiveram apoio expressivo. Hoover conseguiu a nomeação na primeira votação da Convenção Nacional Republicana. Os delegados chegaram a considerar reconduzir o vice-presidente Charles Dawes ao cargo de companheiro de chapa de Hoover, mas Coolidge, que detestava Dawes, afirmou que isso seria “um insulto pessoal” a ele. Em vez disso, a convenção escolheu o senador Charles Curtis, do Kansas. Hoover aceitou a nomeação no Stanford Stadium, dizendo a uma multidão que continuaria as políticas das administrações Harding e Coolidge. Os democratas nomearam o governador de Nova York, Al Smith, que se tornou o primeiro católico a concorrer por um grande partido.

Resultado no Colégio Eleitoral em 1928

Hoover enviou sua carta de renúncia ao cargo de Secretário de Comércio em 7 de julho, mas Coolidge o manteve até 21 de agosto para que finalizasse atividades pendentes. Hoover pautou sua campanha no histórico republicano de paz e prosperidade, bem como em sua reputação pessoal de engenheiro bem-sucedido e servidor público. Avesso a discursos políticos, ele em geral permaneceu à margem, deixando que Curtis e outros republicanos fizessem campanha ativa. Smith era mais carismático e extrovertido, mas sua campanha foi prejudicada pela discriminação anticatólica e por sua declarada oposição à Lei Seca. Hoover nunca foi um grande defensor da Lei Seca, mas aceitou a plataforma republicana que a apoiava, publicando uma declaração ambígua que chamava a Lei Seca de “um grande experimento social e econômico, nobre em motivo e de longo alcance em propósito”. No Sul, Hoover e o partido adotaram uma estratégia “lily-white”, removendo afro-americanos de posições de liderança no Partido Republicano para atrair brancos sulistas.
Hoover manteve vantagem nas pesquisas durante toda a campanha de 1928 e derrotou Smith de modo decisivo no dia da eleição, obtendo 58% do voto popular e 444 dos 531 votos eleitorais. Historiadores concordam que a reputação nacional de Hoover e a economia em expansão, somadas às profundas divisões no Partido Democrata sobre religião e Lei Seca, garantiram sua vitória esmagadora. A estratégia de Hoover de atrair o voto de brancos do Sul obteve sucesso em romper o “Solid South”, fazendo-o vencer em cinco estados sulistas. Os jornais saudaram a vitória; um escreveu que Hoover “levará tão vigorosamente adiante as tarefas que agora estão diante da nação que, ao final de seus oito anos como presidente, olharemos para trás como uma era de realizações prodigiosas”.
Alguns críticos de Hoover questionaram o fato de ele não ter feito nada para reapresentar ao Congresso a necessidade de nova representação após o censo de 1920, que mostrou aumento da população urbana e de imigrantes. O censo de 1920 foi o primeiro e único censo decenal em que seus resultados não foram usados para redefinir a distribuição no Congresso, o que influenciou o Colégio Eleitoral de 1928 e impactou a eleição.

## Presidência (1929–1933)

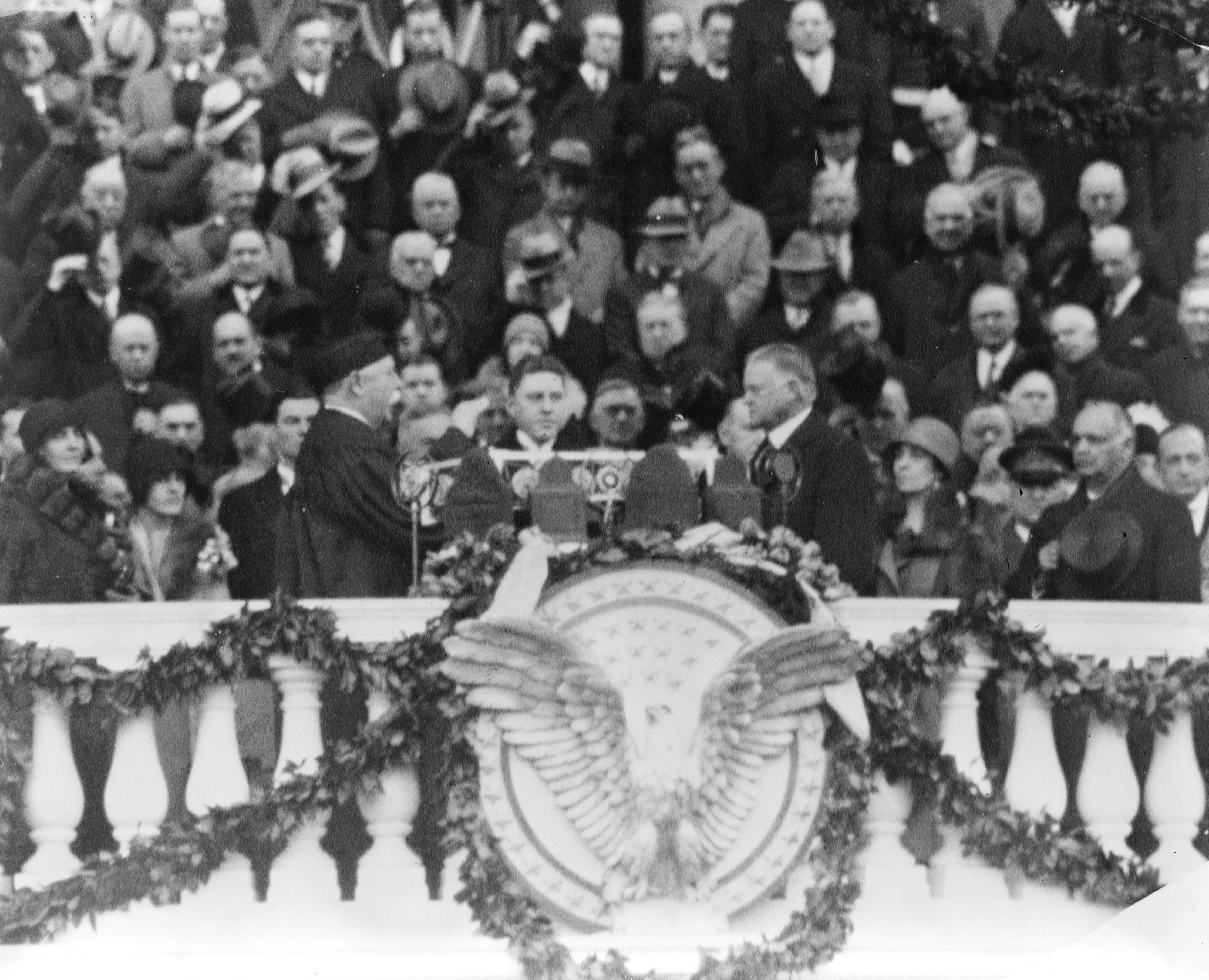
Posse de Hoover

Hoover via a presidência como um instrumento para melhorar as condições de todos os americanos ao incentivar a cooperação público-privada — o que ele chamava de “voluntarismo”. Ele tendia a se opor à coerção ou intervenção do governo, pois acreditava que isso feria os ideais americanos de individualismo e autossuficiência. O primeiro grande projeto de lei que assinou foi o Agricultural Marketing Act of 1929, que criou o Federal Farm Board para estabilizar preços agrícolas. Hoover usou amplamente comissões de estudo para propor soluções, muitas delas patrocinadas por doações privadas ao invés de dinheiro público. Uma dessas comissões, a Research Committee on Social Trends, pesquisou toda a sociedade americana. Ele nomeou um gabinete majoritariamente formado por conservadores ricos e voltados para os negócios, incluindo o Secretário do Tesouro Andrew Mellon. Lou Henry Hoover foi uma primeira-dama ativista, exemplificando a nova mulher do período pós–Primeira Guerra Mundial: inteligente, dinâmica e consciente das múltiplas possibilidades femininas.

### Grande Depressão
Ao tomar posse, Hoover afirmou que “dadas as condições para prosseguirmos com as políticas dos últimos oito anos, em breve estaremos com a ajuda de Deus à vista do dia em que a pobreza será banida deste país”. Compartilhando do otimismo de muitos, e com a Bolsa já em alta, houve mais especulação após a posse de Hoover. Esse otimismo escondia várias ameaças ao crescimento econômico sustentado dos EUA, como a persistente crise agrícola, a saturação de bens de consumo (carros, por exemplo) e a crescente desigualdade de renda. A especulação exagerada elevou os preços das ações muito além de seu valor real. Alguns reguladores e banqueiros alertaram os presidentes Coolidge e Hoover de que a falta de controle sobre a especulação levaria a “uma das maiores catástrofes financeiras que este país já viu”, mas ambos relutaram em intervir no Federal Reserve System, responsável pela regulação bancária.
No final de outubro de 1929, ocorreu a quebra da Bolsa de Valores, e a economia global entrou em declínio, marcando o início da Grande Depressão. As causas da Grande Depressão ainda são debatidas, mas Hoover considerava a falta de confiança no sistema financeiro o principal problema econômico do país. Ele buscou evitar a intervenção federal direta, acreditando que a melhor forma de fortalecer a economia era apoiar empresas como bancos e ferrovias. Também temia que conceder benefícios diretos (o “dole”) enfraqueceria permanentemente o país. Em vez disso, Hoover acreditava que governos locais e doações privadas deveriam suprir as necessidades dos indivíduos.

#### Políticas iniciais
Embora tenha tentado apresentar uma visão positiva após a quebra da Bolsa em 1929, Hoover agiu rapidamente para lidar com o colapso. Nos dias seguintes, ele reuniu líderes empresariais e sindicais, pedindo que evitassem cortes salariais e greves enquanto o país enfrentava o que julgava ser uma recessão passageira, semelhante à Depressão de 1920–1921. Hoover também convenceu ferrovias e serviços públicos a aumentar gastos em construção e manutenção, e o Federal Reserve anunciou que reduziria as taxas de juros. No início de 1930, Hoover obteve do Congresso mais 100 milhões de dólares para ampliar as políticas de empréstimo e compra do Federal Farm Board. Essas ações foram projetadas para evitar um ciclo de deflação e fornecer estímulo econômico. Ao mesmo tempo, Hoover se opôs a propostas de assistência federal direta aos desempregados, argumentando que tais programas eram responsabilidade de governos estaduais, locais e de organizações filantrópicas.
Hoover havia assumido querendo aumentar as tarifas agrícolas para ajudar fazendeiros em crise, mas seu esforço nesse sentido se conectou a um projeto mais amplo, que elevou muitas tarifas. Hoover se recusou a se envolver profundamente no debate do Congresso sobre a tarifa, e o resultado foi um projeto que elevou alíquotas de várias mercadorias. Apesar da impopularidade geral do projeto, Hoover sentiu que não podia rejeitar a principal conquista legislativa do 71.º Congresso, e assinou a Smoot–Hawley Tariff Act em junho de 1930. Canadá, França e outros países retaliaram aumentando suas tarifas, o que reduziu o comércio internacional e agravou a crise. Republicanos progressistas, como o senador William E. Borah de Idaho, ficaram indignados quando Hoover assinou a lei tarifária, e as relações dele com essa ala do partido nunca se recuperaram.

#### Políticas posteriores

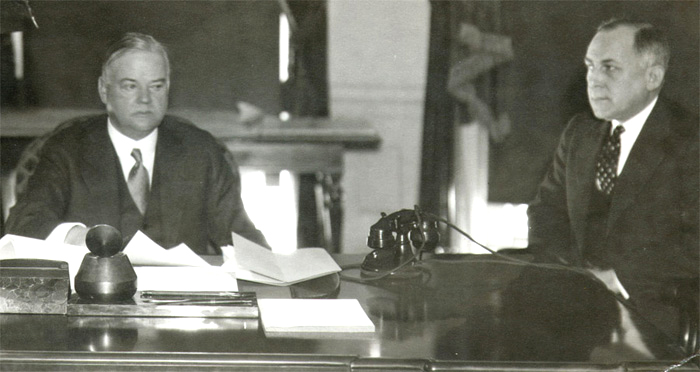
Hoover no Salão Oval com Ted Joslin, 1932

No final de 1930, a taxa de desemprego nacional já chegava a 11,9%, mas a maioria dos americanos ainda não percebia que a crise seria pior que a de 1920–21. Uma onda de falência de bancos no fim de 1930 prenunciou um colapso econômico maior em 1931. Enquanto outros países abandonavam o padrão-ouro, Hoover se recusou a fazê-lo, classificando qualquer outro sistema monetário como “coletivismo”. Hoover via a fraca Economia da Europa como grande causa dos problemas econômicos nos EUA. Em resposta ao colapso da Economia da Alemanha, Hoover obteve do Congresso um acordo de moratória de um ano sobre as dívidas de guerra europeias. A Hoover Moratorium foi bem recebida na Europa e nos EUA, mas a Alemanha permaneceu à beira de calote. Com o agravamento da crise mundial, governos democráticos caíram; na Alemanha, o líder do Partido Nazista Adolf Hitler assumiu o poder e derrubou a República de Weimar.
Em meados de 1931, o desemprego chegava a 15%, alimentando temores de uma depressão muito pior que a de 1920–21. Hoover, um homem reservado e com medo de falar em público, permitiu que seus adversários democratas o apresentassem como frio, incompetente, reacionário e alheio ao sofrimento popular. Seus oponentes criaram apelidos pejorativos para desmoralizá-lo, como “Hooverville” (favelas de barracos), “Hoover leather” (papelão usado para cobrir buracos nos sapatos) e “Hoover blanket” (jornais usados como cobertor). Enquanto Hoover continuava a resistir a esforços de ajuda federal direta, o governador Franklin D. Roosevelt de Nova York criou a Temporary Emergency Relief Administration para amparar desempregados, o que contrastava com a relutância de Hoover em considerar tais programas responsabilidade do governo.
Com a economia em queda e o desemprego chegando a 23% no início de 1932, Hoover finalmente atendeu aos apelos por mais intervenção federal. Em janeiro de 1932, convenceu o Congresso a autorizar a criação da Reconstruction Finance Corporation (RFC), que forneceria empréstimos garantidos pelo governo a instituições financeiras, ferrovias e governos locais. A RFC salvou várias empresas da falência, mas não estimulou tanto os empréstimos comerciais quanto Hoover esperava, em parte porque era administrada por banqueiros conservadores, avessos a empréstimos arriscados. No mesmo mês em que a RFC foi criada, Hoover sancionou o Federal Home Loan Bank Act, estabelecendo 12 bancos distritais supervisionados por um Federal Home Loan Bank Board, de forma semelhante ao Federal Reserve. Ele também ajudou na aprovação do Glass–Steagall Act of 1932, legislação emergencial para ampliar o crédito bancário, aumentando as garantias sobre as quais os bancos do Federal Reserve estavam autorizados a emprestar. À medida que essas medidas não impediram a crise, Hoover assinou a Emergency Relief and Construction Act, um projeto de obras públicas de 2 bilhões de dólares, em julho de 1932.

### Política orçamentária

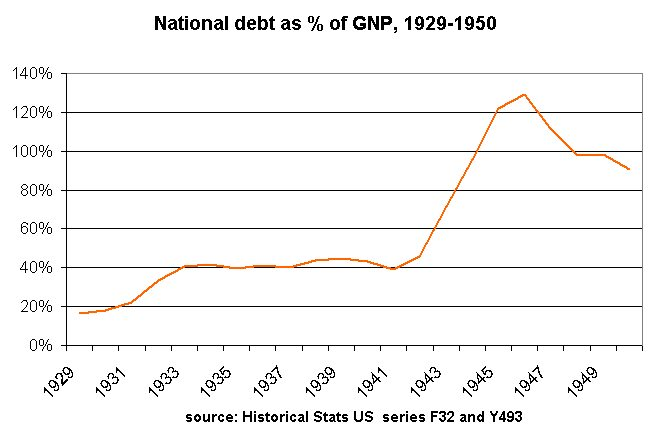
Dívida nacional como fração do PNB, subindo de 20% para 40% sob Hoover. De Historical Statistics US (1976).

Depois de uma década de superávit orçamentário, o governo federal registrou déficit orçamentário em 1931. Embora alguns economistas, como William Trufant Foster, defendessem gastos deficitários para enfrentar a Grande Depressão, a maioria dos políticos e economistas acreditava na necessidade de manter o orçamento equilibrado. No final de 1931, Hoover propôs um plano tributário para aumentar a receita fiscal em 30%, resultando na aprovação do Revenue Act of 1932. A lei elevou os impostos em todas as faixas, revertendo grande parte dos cortes implementados por Mellon na década de 1920. Os mais ricos passaram a ser taxados em 63% sobre a renda líquida, a taxa mais alta desde o início dos anos 1920. A lei também dobrou a taxa máxima de imposto sobre herança, reduziu isenções de imposto de renda pessoal, eliminou a isenção de imposto de renda corporativo e aumentou as alíquotas para empresas. Apesar do Revenue Act, o governo continuou em déficit.

### Direitos civis e a repatriação mexicana

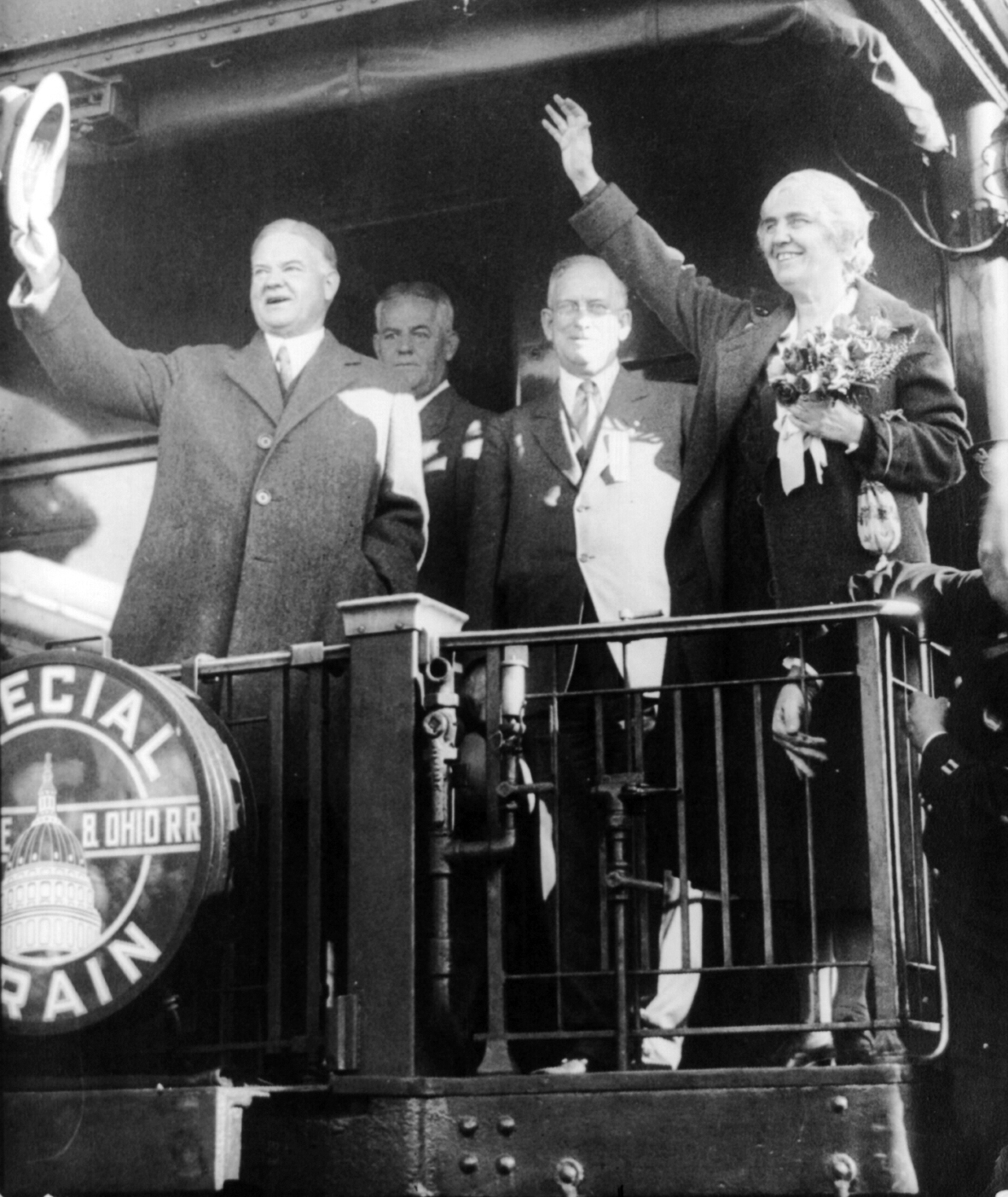
Herbert e Lou Henry Hoover em um trem em Illinois

Hoover raramente mencionava direitos civis enquanto presidente. Acreditava que afro-americanos e outras “raças” poderiam melhorar com educação e iniciativa individual. Hoover nomeou mais afro-americanos para cargos federais do que Harding e Coolidge juntos, mas muitos líderes negros o criticaram por não defender uma lei federal contra linchamento e por outras questões. Hoover também continuou com a estratégia lily-white, removendo afro-americanos da liderança republicana no Sul para tentar romper a hegemonia democrata no Solid South. Embora Robert Moton e alguns outros líderes negros aceitassem tal estratégia como temporária, a maior parte se opôs fortemente. Hoover irritou ainda mais os líderes negros ao indicar o juiz sulista conservador John J. Parker para a Suprema Corte, cuja nomeação fracassou no Senado devido à oposição da NAACP e de sindicatos. Muitos eleitores negros migraram para o Partido Democrata em 1932, tornando-se parte importante da New Deal coalition de Roosevelt.
Como parte de seus esforços para reduzir o desemprego, Hoover buscou restringir a imigração e, em 1930, promulgou uma ordem executiva exigindo que imigrantes já tivessem um emprego antes de migrar. O governo Hoover iniciou uma campanha contra imigrantes ilegais, afetando principalmente mexicano-americanos, sobretudo no sul da Califórnia. Muitas deportações foram conduzidas por autoridades estaduais e locais, encorajadas pela administração Hoover. Durante a década de 1930, aproximadamente um milhão de mexicano-americanos foram forçados a “repatriar-se” para o México; cerca de 60% eram cidadãos natos americanos. Segundo o professor de Direito Kevin R. Johnson, a campanha de repatriação atende aos critérios modernos de limpeza étnica, já que envolveu a remoção forçada de uma minoria racial por agentes do governo.
Hoover reorganizou o Bureau of Indian Affairs para tentar limitar a exploração dos nativos americanos.

### Proibição
Ao assumir, Hoover pediu que os americanos respeitassem a Décima Oitava Emenda e a Lei Volstead, que haviam estabelecido a Lei Seca em todo o país. Para elaborar recomendações sobre a Lei Seca, ele criou a Wickersham Commission. Hoover esperava que o relatório público da comissão sustentasse sua posição favorável à proibição, mas o documento criticou a execução da Lei Volstead e notou a crescente oposição pública ao proibicionismo. Após a divulgação do Wickersham Report em 1931, Hoover rejeitou os conselhos de alguns de seus aliados e se recusou a defender qualquer revisão da Lei Volstead ou da Décima Oitava Emenda, temendo perder apoio dos defensores da Lei Seca. À medida que a opinião pública se voltava contra a proibição, mais pessoas ignoravam a lei, e um movimento de base crescia pela revogação. Em janeiro de 1933, uma emenda constitucional revogando a Décima Oitava Emenda foi aprovada pelo Congresso e enviada aos estados para ratificação. Em dezembro de 1933, ela foi ratificada pelo número necessário de estados, tornando-se a Vigésima Primeira Emenda.

### Relações Exteriores
Conforme observa o historiador Leuchtenburg, Hoover foi “o último presidente americano a assumir o cargo sem grande necessidade de se preocupar com o restante do mundo”. Mesmo assim, durante seu governo, a ordem mundial estabelecida logo após a Primeira Guerra começou a se desfazer. Como presidente, Hoover em grande parte cumpriu a promessa de não interferir nos assuntos internos da América Latina. Em 1930, ele divulgou o Clark Memorandum, rejeitando a Doutrina Roosevelt e sinalizando uma política de não intervenção na região. Hoover não se absteve completamente de usar forças militares na América Latina; chegou a ameaçar intervir três vezes na República Dominicana e enviou navios de guerra a El Salvador para apoiar o governo contra uma revolução de esquerda. Ainda assim, ele encerrou as Banana Wars, finalizando a ocupação estadunidense da Nicarágua e quase acabando com a ocupação estadunidense do Haiti.
Hoover priorizou o desarmamento, esperando que isso permitisse aos EUA redirecionar recursos militares para necessidades domésticas. Ele e seu Secretário de Estado Henry L. Stimson concentraram esforços em estender o Tratado Naval de Washington de 1922, que visava prevenir uma corrida armamentista naval. Graças aos esforços de Hoover, os EUA e outras potências assinaram o Tratado Naval de Londres (1930), representando a primeira vez que as potências concordaram em limitar a tonelagem de embarcações auxiliares.
Na Conferência Mundial de Desarmamento de 1932, Hoover defendeu mais cortes nos armamentos e o banimento de tanques e bombardeiros, mas suas propostas não foram aprovadas.
Em 1931, o Japão invadiu a Manchúria, derrotando o Exército Revolucionário Nacional chinês e estabelecendo o Estado-fantoche de Manchukuo. O governo Hoover deplorou a invasão, mas também evitou antagonizar o Japão, temendo fortalecer as alas radicais do governo japonês e perder um possível aliado contra a União Soviética, vista por Hoover como ameaça maior. Em resposta, Hoover e Stimson delinearam a Doutrina Stimson, que declarava que os EUA não reconheceriam territórios obtidos pela força.

### Bonus Army
Milhares de veteranos da Primeira Guerra Mundial e suas famílias protestaram e acamparam em Washington, D.C., em junho de 1932, exigindo pagamento imediato de bônus prometidos pela World War Adjusted Compensation Act de 1924; pelo acordo, o pagamento só seria feito em 1945. Embora o Congresso tenha oferecido dinheiro para os manifestantes voltarem para casa, alguns veteranos continuaram na cidade. A polícia de Washington tentou dispersar os manifestantes, mas estava em menor número; houve tiros e dois protestantes foram mortos, enquanto vários policiais ficaram feridos. Hoover enviou tropas do Exército lideradas pelo general Douglas MacArthur contra os manifestantes. MacArthur, acreditando enfrentar uma revolução comunista, decidiu limpar o acampamento com força militar. Embora Hoover não tivesse ordenado pessoalmente a remoção, ele endossou a ação depois que ocorreu. O incidente foi embaraçoso para o governo Hoover e prejudicou ainda mais suas chances de reeleição.

### Campanha de reeleição de 19321
Em meados de 1931, poucos acreditavam que Hoover tivesse chance de vencer um segundo mandato em meio à crise. As perspectivas republicanas eram tão fracas que Hoover não enfrentou oposição séria para ser renomeado na Convenção Republicana de 1932. Coolidge e outros líderes republicanos não quiseram disputar. Franklin D. Roosevelt foi indicado pelos democratas na quarta votação da Convenção Nacional Democrata, derrotando Al Smith. Os democratas culparam Hoover pela Grande Depressão e por ser indiferente ao sofrimento das massas. Como governador de Nova York, Roosevelt criara o Temporary Emergency Relief Administration para ajudar necessitados, consolidando sua imagem como mais aberto à intervenção governamental na crise. O Partido Democrata, incluindo Al Smith e outras lideranças, uniu-se a Roosevelt, enquanto republicanos progressistas como George Norris e Robert M. La Follette Jr. abandonaram Hoover. A Lei Seca era cada vez mais impopular e seus críticos argumentavam que estados e municípios precisavam da arrecadação de impostos sobre bebidas. Hoover propôs uma nova emenda constitucional vaga e Roosevelt defendeu a revogação da 18ª Emenda.

Resultado no Colégio Eleitoral em 1932

Hoover inicialmente planejou fazer um ou dois grandes discursos e deixar o restante da campanha para aliados — algo tradicional para presidentes em exercício. Entretanto, atendendo a apelos de republicanos e indignado com declarações democratas, acabou entrando na disputa. Em nove discursos importantes no rádio, defendeu as ações de seu governo e sua filosofia política, apelando aos eleitores para manterem as “bases da experiência” e rejeitarem a ideia de que a intervenção estatal salvaria o país da Depressão. Historiadores argumentam que seus discursos radiofônicos não foram bem recebidos devido ao tom monótono e à falta de carisma. Nas viagens de campanha, Hoover enfrentou possivelmente as multidões mais hostis já vistas por um presidente em exercício. Além de receber ovos e frutas podres atirados em seu trem e comboios, era vaiado enquanto discursava, e em várias ocasiões o Serviço Secreto dos Estados Unidos impediu tentativas de agressão, incluindo uma de um homem com dinamite e outra de alguém que havia removido pregos dos trilhos do trem presidencial. As tentativas de Hoover de justificar seu governo foram ignoradas, pois muitos o culpavam pela crise. No Colégio Eleitoral, ele perdeu por 59 a 472, vencendo em apenas seis estados. Hoover obteve 39,6% do voto popular, uma queda de 18,6 pontos percentuais em relação a 1928.

## Pós-presidência (1933-1964)

### Governo Roosevelt

#### Oposição aoNew Deal

Hoover com Franklin D. Roosevelt, 4 de março de 1933

Hoover deixou Washington em março de 1933, amargurado pela derrota eleitoral e continuando impopular. Como Coolidge, Harding, Wilson e Taft morreram na década de 1920 ou início de 1930, e Roosevelt morreu no cargo, Hoover foi o único ex-presidente vivo de 1933 a 1953. Ele e a esposa viveram em Palo Alto até a morte dela em 1944, quando Hoover se mudou definitivamente para o Hotel Waldorf Astoria em Nova York. Durante os anos 1930, Hoover passou a se identificar cada vez mais como conservador. Acompanhou de perto os eventos nacionais, tornando-se um crítico frequente de Franklin Roosevelt. Em resposta a contínuos ataques contra seu caráter e seu mandato, escreveu mais de duas dúzias de livros, incluindo The Challenge to Liberty (1934), que criticava duramente o New Deal de Roosevelt. Ele descreveu a National Recovery Administration e a Agricultural Adjustment Administration como “fascistas”, e chamou o 1933 Banking Act de “rumo ao socialismo em grande escala”.
Tinha 58 anos ao deixar o cargo e ainda esperava retornar à presidência na década de 1930. Na Convenção Republicana de 1936, seu discurso atacando o New Deal foi bem recebido, mas a indicação foi para o governador do Kansas, Alf Landon. Na eleição geral, Hoover fez vários discursos em apoio a Landon, mas este foi derrotado por Roosevelt. Embora Hoover quisesse se opor a Roosevelt em todas as frentes, o senador Arthur Vandenberg e outros republicanos pediram ao ainda impopular Hoover que se mantivesse fora da polêmica sobre a Lei de Reforma do Judiciário de 1937. Na Convenção Republicana de 1940, novamente tentou a indicação presidencial, mas ela foi dada ao internacionalista Wendell Willkie, que perdeu para Roosevelt na eleição geral. Hoover foi o último presidente a tentar concorrer a um cargo público após deixar a Casa Branca até Donald Trump anunciar, em 2022, sua nova candidatura à presidência na eleição de 2024.

#### Segunda Guerra Mundial
Durante uma viagem à Europa em 1938, Hoover encontrou-se com Adolf Hitler e hospedou-se na casa de caça de Hermann Göring. Manifestou descontentamento com a perseguição aos judeus e via Hitler como alguém desequilibrado, mas não o considerava uma ameaça aos EUA. Ao contrário, Hoover acreditava que Roosevelt era o maior perigo, argumentando que suas políticas provocavam o Japão e desencorajavam que a França e o Reino Unido fizessem um “acordo” com a Alemanha. Após a invasão da Polônia pela Alemanha em setembro de 1939, Hoover se opôs à entrada americana na Segunda Guerra Mundial, incluindo a política de Lend-Lease. Participou do movimento isolacionista America First Committee. Ele rejeitou ofertas de Roosevelt para coordenar ajuda na Europa, mas, com auxílio de antigos amigos da CRB, ajudou a estabelecer a Commission for Polish Relief. Depois do início da ocupação alemã da Bélgica durante a Segunda Guerra Mundial em 1940, Hoover forneceu ajuda aos belgas, embora transmissões alemãs afirmassem que isso era desnecessário.
Em dezembro de 1939, americanos simpáticos à Finlândia, liderados por Hoover, criaram o Finnish Relief Fund para arrecadar fundos em apoio a civis e refugiados finlandeses após o ataque da União Soviética, que iniciou a Guerra de Inverno e indignou a opinião pública dos EUA. Até o final de janeiro, mais de dois milhões de dólares já haviam sido enviados aos finlandeses.
Em um discurso de rádio de 29 de junho de 1941, uma semana após a invasão da União Soviética pelos nazistas, Hoover criticou qualquer “aliança tácita” entre EUA e URSS, alegando que “se entrarmos na guerra e Stalin vencer, teremos ajudado a impor ainda mais comunismo à Europa e ao mundo... lutar ao lado de Stalin pela liberdade é mais que uma farsa. É uma tragédia.” Para sua frustração, Hoover não foi convocado ao serviço após a entrada dos EUA na guerra devido às divergências com Roosevelt e sua impopularidade. Ele não buscou a indicação republicana na eleição de 1944 e, a pedido do candidato republicano Thomas E. Dewey, evitou participar ativamente da campanha. Em 1945, Hoover aconselhou o presidente Harry S. Truman a abandonar a exigência de rendição incondicional do Japão por conta das elevadas baixas estimadas na invasão planejada ao território japonês, sem saber do Projeto Manhattan e da bomba atômica.
Em 1943, Hoover declarou apoio ao sionismo.

### Pós-Segunda Guerra Mundial

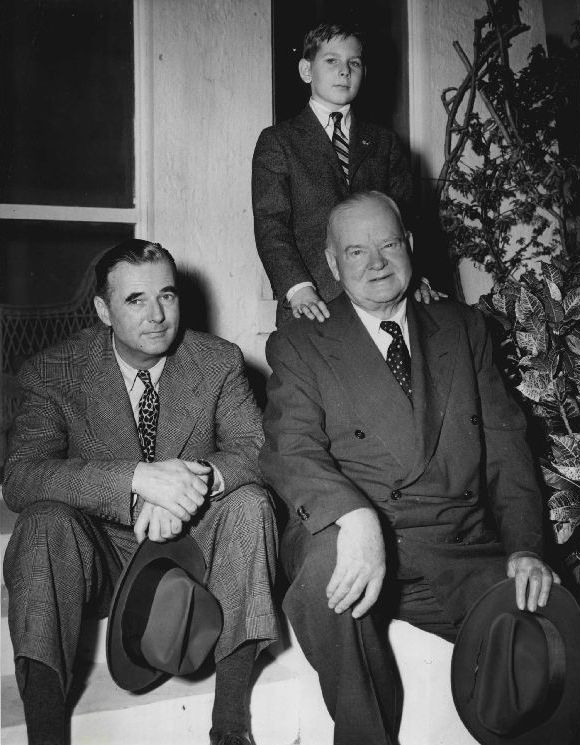
Hoover com seu filho Allan (à esquerda) e seu neto Andrew (acima), 1950

Após a Segunda Guerra Mundial, Hoover ficou amigo do presidente Truman, apesar das diferenças ideológicas. Por causa da experiência de Hoover com a Alemanha ao fim da Primeira Guerra, em 1946 Truman o escolheu para avaliar as necessidades alimentares de Alemanha ocupada pelos Aliados e Roma. Depois de viajar pela Alemanha, Hoover produziu diversos relatórios críticos à política de ocupação americana. Em um desses relatórios, afirmou: “existe a ilusão de que a Nova Alemanha que sobrou após as anexações pode ser reduzida a um 'estado pastoril'. Isso não pode ser feito sem exterminarmos ou transferirmos 25 milhões de pessoas”. Por iniciativa de Hoover, em 14 de abril de 1947 foi iniciada uma distribuição de refeições a 3,5 milhões de crianças nas zonas americana e britânica da Alemanha.
Ainda mais importante, em 1947 Truman nomeou Hoover para liderar a Commission on Organization of the Executive Branch of the Government, um novo estudo de alto nível. Truman aceitou parte das recomendações da chamada “Comissão Hoover” para eliminar desperdícios, fraudes e ineficiência, consolidar agências e fortalecer o controle de políticas pela Casa Branca. Embora Hoover tivesse se oposto à concentração de poder de Roosevelt na década de 1930, acreditava que a era atômica exigia uma presidência mais forte. Durante a eleição de 1948, Hoover apoiou sem sucesso o republicano Thomas E. Dewey contra Truman, mas manteve boas relações com Truman. Hoover apoiava a Organização das Nações Unidas em princípio, mas se opunha à inclusão da União Soviética e outros estados comunistas. Considerava a URSS tão moralmente repugnante quanto a Alemanha nazista e apoiou esforços de Richard Nixon e outros para expor comunistas nos EUA.
Em 1949, Dewey, então governador de Nova York, ofereceu a Hoover a cadeira no Senado que ficara vaga com a aposentadoria de Robert F. Wagner, mas seria apenas por dois meses, e Hoover recusou.

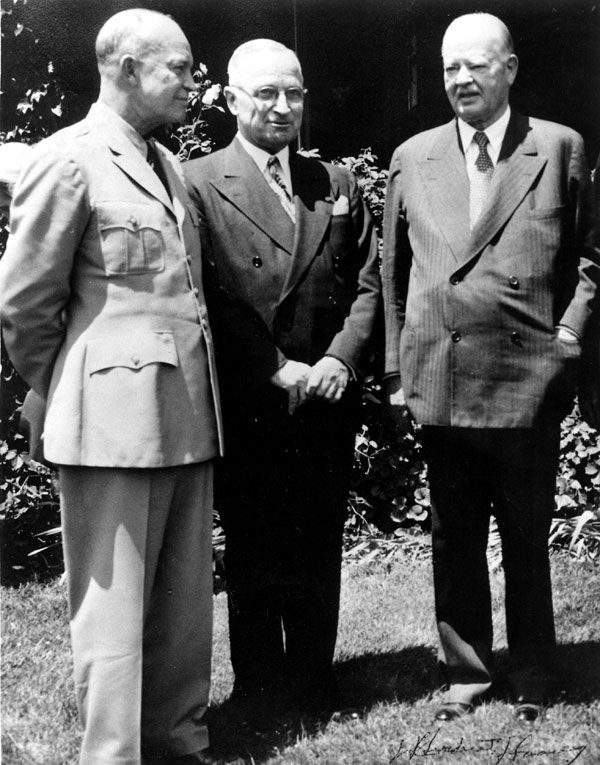
Hoover com o presidente Harry S. Truman e o general Dwight D. Eisenhower na Universidade de Princeton

Hoover apoiou o líder conservador Robert A. Taft na Convenção Republicana de 1952, mas a nomeação presidencial foi para Dwight D. Eisenhower, que venceu a eleição geral. Embora Eisenhower o tenha nomeado para outra comissão presidencial, Hoover não gostava de Eisenhower, culpando-o por não ter revertido o New Deal. Suas iniciativas públicas ajudaram a reabilitar sua reputação, assim como seu uso de humor autodepreciativo, comentando ocasionalmente: “sou a única pessoa de destaque que teve uma depressão batizada com seu nome”. Em 1958, o Congresso aprovou o Former Presidents Act, concedendo uma pensão anual de 25 mil dólares (equivalent to $264 014 in 2023) a cada ex-presidente. Hoover aceitou, embora não precisasse do dinheiro, possivelmente para não constranger Truman, cuja situação financeira precária influenciou a aprovação da lei. No início da década de 1960, o presidente John F. Kennedy ofereceu diversos cargos a Hoover, mas ele recusou; ainda assim, defendeu o governo Kennedy após a Invasão da Baía dos Porcos e a Crise dos mísseis de Cuba, e ficou abalado com o assassinato do presidente em 1963.
Hoover escreveu vários livros durante a aposentadoria, incluindo The Ordeal of Woodrow Wilson, no qual defendeu fortemente as ações de Wilson na Conferência de Paz de Paris. Em 1944, começou a trabalhar em Freedom Betrayed, frequentemente chamado por ele de seu “magnum opus”, no qual criticava a política externa de Roosevelt, em especial o reconhecimento da União Soviética e a ajuda concedida a esse país durante a Segunda Guerra. O livro foi publicado em 2012, editado pelo historiador George H. Nash.

### Morte

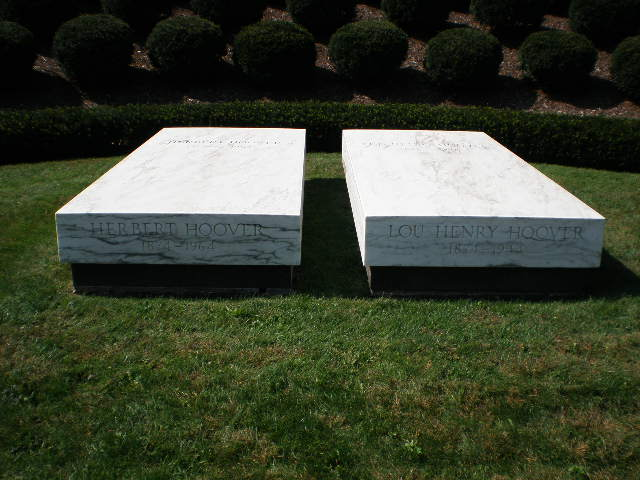
A sepultura de Herbert e Lou Henry Hoover

Hoover enfrentou três doenças graves em seus últimos dois anos, incluindo uma cirurgia em agosto de 1962 para remover um tumor em seu intestino grosso. Ele faleceu em Nova York em 20 de outubro de 1964, devido a forte hemorragia interna. Não se sabe suas últimas palavras ditas, mas as últimas registradas por escrito foram uma mensagem de melhoras ao seu amigo, o ex-presidente Harry S. Truman, seis dias antes de morrer, após saber que Truman havia sofrido uma queda no banheiro:

“Banheiras são uma ameaça a ex-presidentes, pois, como você deve lembrar, uma banheira se levantou e fraturou minha vértebra quando eu estava na Venezuela em sua missão de combate à fome mundial em 1946. Minha mais sincera solidariedade e melhores votos de recuperação.”
 Dois meses antes, em 10 de agosto, Hoover completara 90 anos, sendo apenas o segundo presidente dos EUA (após John Adams) a chegar a essa idade. Quando perguntado sobre como se sentia ao completar 90 anos, respondeu: “Velho demais”. Na época de sua morte, Hoover estava fora do cargo havia mais de 31 anos (11553 dias ao todo). Foi a aposentadoria mais longa de um presidente até então, superando os 25 anos de Adams, sendo ultrapassada apenas em setembro de 2012 pelo ex-presidente Jimmy Carter.
O presidente Lyndon B. Johnson ordenou que as bandeiras fossem hasteadas a meio mastro e esteve entre os 500 convidados para o funeral, realizado na St. Bartholomew's Episcopal Church; outras personalidades incluíram o ex-vice-presidente Nixon, o deputado William E. Miller, o governador Nelson Rockefeller, o ex-governador Thomas E. Dewey, o ex-procurador-geral Robert F. Kennedy, o ex-diretor-geral dos correios James A. Farley, o contra-almirante Lewis L. Strauss e os senadores Hubert H. Humphrey, Barry Goldwater, Kenneth Keating e Jacob Javits.
Hoover foi homenageado com um funeral de Estado no qual seu corpo ficou em câmara ardente no Rotunda do Capitólio. O presidente Johnson e a primeira-dama Lady Bird Johnson compareceram, mas os ex-presidentes Truman e Eisenhower estavam doentes demais para ir. Em 25 de outubro, Hoover foi sepultado em West Branch, Iowa, perto de sua biblioteca presidencial e local de nascimento, no Herbert Hoover National Historic Site. Depois disso, sua esposa, Lou Henry Hoover — que havia sido enterrada em Palo Alto, Califórnia, após sua morte em 1944 — foi transferida para o mesmo local. Hoover foi o último integrante vivo dos gabinetes de Harding e Coolidge. John Nance Garner (que era presidente da Câmara na segunda metade do mandato de Hoover) foi o único na linha de sucessão presidencial daquele período que Hoover não sobreviveu.
Foi o terceiro funeral de Estado em um período de doze meses, após os de John F. Kennedy e do General do Exército Douglas MacArthur. O cavalo sem cavaleiro Black Jack participou dos três funerais.

## Legado

### Reputação histórica
Hoover estava extremamente impopular ao deixar a presidência em 1933, e sua reputação histórica só começaria a melhorar na década de 1970. Segundo o professor David E. Hamilton, os historiadores reconhecem o genuíno ideal de voluntarismo de Hoover e seu espírito de cooperação, além de algumas inovações de seus programas. No entanto, Hamilton também aponta que Hoover era politicamente inepto e falhou em reconhecer a gravidade da Grande Depressão. Nicholas Lemann escreve que Hoover é lembrado “como o homem que foi conservador demais para reagir adequadamente à Depressão, como o infeliz antecessor do grande Franklin Roosevelt, e como o político que transformou um país republicano em um país democrata”. Pesquisas com historiadores e cientistas políticos geralmente colocam Hoover no terço inferior dos presidentes. Uma pesquisa de 2018 da seção Presidents and Executive Politics da American Political Science Association o classificou como o 36.º melhor presidente. Uma pesquisa de 2017 da C-SPAN com historiadores também o colocou na 36.ª posição.
Embora seja geralmente visto como tendo tido uma presidência malsucedida, Hoover recebe elogios por suas ações humanitárias e como servidor público. O biógrafo Glen Jeansonne descreve Hoover como “um dos americanos mais extraordinários dos tempos modernos”, acrescentando que “sua vida foi uma história típica de Horatio Alger, exceto pelo fato de que as histórias de Horatio Alger costumam terminar no auge do sucesso”. O biógrafo Kenneth Whyte comenta que “a questão de onde Hoover se encaixa na tradição política americana permanece delicada até hoje. Embora ele claramente tenha desempenhado papéis importantes tanto no desenvolvimento do progressismo quanto do conservadorismo, nenhum dos lados quer abraçá-lo por medo de se contaminar com o outro”.
O historiador Richard Pipes, ao avaliar sua atuação à frente da American Relief Administration, declarou: “Muitos estadistas obtiveram lugar de destaque na história por enviarem milhões à morte; Herbert Hoover, difamado por seu desempenho como presidente e logo esquecido na Rússia, tem a rara distinção de ter salvado milhões”.

### Visões sobre raça
Embora piadas e comentários racistas fossem comuns à época, Hoover nunca se valeu deles durante a presidência, e a discriminação deliberada lhe era anátema. Assim como muitos de sua geração, considerava brancos inerentemente superiores aos negros, acreditando que a “mistura de sangues” era desvantajosa. Ele acreditava, porém, que educação e trabalho elevariam a posição dos negros, de modo que apoiava, por exemplo, o Instituto Tuskegee. Sua esposa, Lou Henry Hoover, quebrou barreiras ao convidar Jessie De Priest, esposa do primeiro deputado negro em várias décadas, para o tradicional chá na Casa Branca, além de convidar o coral do Instituto Tuskegee (então sob a regência de William L. Dawson).
Apesar de se considerar amigo dos negros e defensor de seu progresso, muitos líderes negros de sua época tinham opinião diferente. W. E. B. Du Bois o descreveu como um “racista antidemocrático que via os negros como uma espécie de ‘sub-homens’”. Alguns historiadores veem em seu governo a perda de apoio dos afro-americanos ao Partido Republicano, especialmente por ele tentar remover negros da liderança do partido no Sul.
A temporada que Hoover passou na China influenciou suas opiniões sobre povos asiáticos e asiático-americanos. Ele escreveu, equivocadamente, que “nenhuma invenção mecânica de destaque mundial” surgiu na China, atribuindo isso a uma suposta falta de aptidão mecânica dos chineses. Isso possivelmente influenciou sua decisão de diminuir a imigração por meio de restrições a vistos.

### Memoriais
A Herbert Hoover Presidential Library and Museum fica em West Branch, Iowa, ao lado do Herbert Hoover National Historic Site. A biblioteca é uma das treze do sistema de bibliotecas presidenciais mantidas pela National Archives and Records Administration. A Hoover–Minthorn House, onde Hoover viveu de 1885 a 1891, localiza-se em Newberg, Oregon. Seu acampamento de pesca Rapidan na Virgínia, doado por ele ao governo em 1933, é hoje um Marco Histórico Nacional no Parque Nacional de Shenandoah. A casa de Lou Henry e Herbert Hoover, construída em 1919 em Stanford, Califórnia, hoje serve como residência oficial do presidente da Universidade Stanford e é um National Historic Landmark.
A Hoover Institution, em Stanford, é um centro de pesquisas fundado por Hoover. Além disso, Hoover foi homenageado em vários lugares: a Represa Hoover (Hoover Dam), no Rio Colorado, e muitas escolas de ensino fundamental, médio e superior nos EUA levam seu nome. Dois planetas menores, 932 Hooveria e 1363 Herberta, homenageiam-no. A capital polonesa, Varsóvia, tem uma praça com seu nome, e a cidade histórica de Gwalia, na Austrália Ocidental, conserva a Hoover House Bed and Breakfast, onde ele residiu ao gerenciar a mina no início do século XX. Um jogo de bola medicinal conhecido como Hooverball tem esse nome em sua homenagem; foi inventado pelo médico da Casa Branca, Almirante Joel T. Boone, para manter Hoover em forma durante sua presidência.

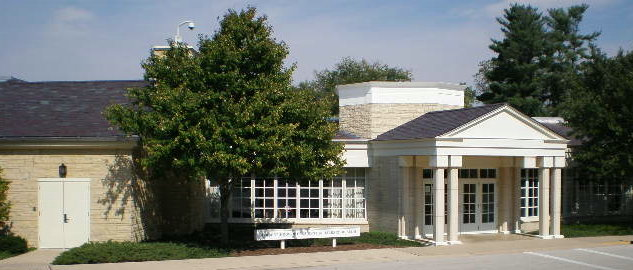
Biblioteca Presidencial Hoover em West Branch, Iowa
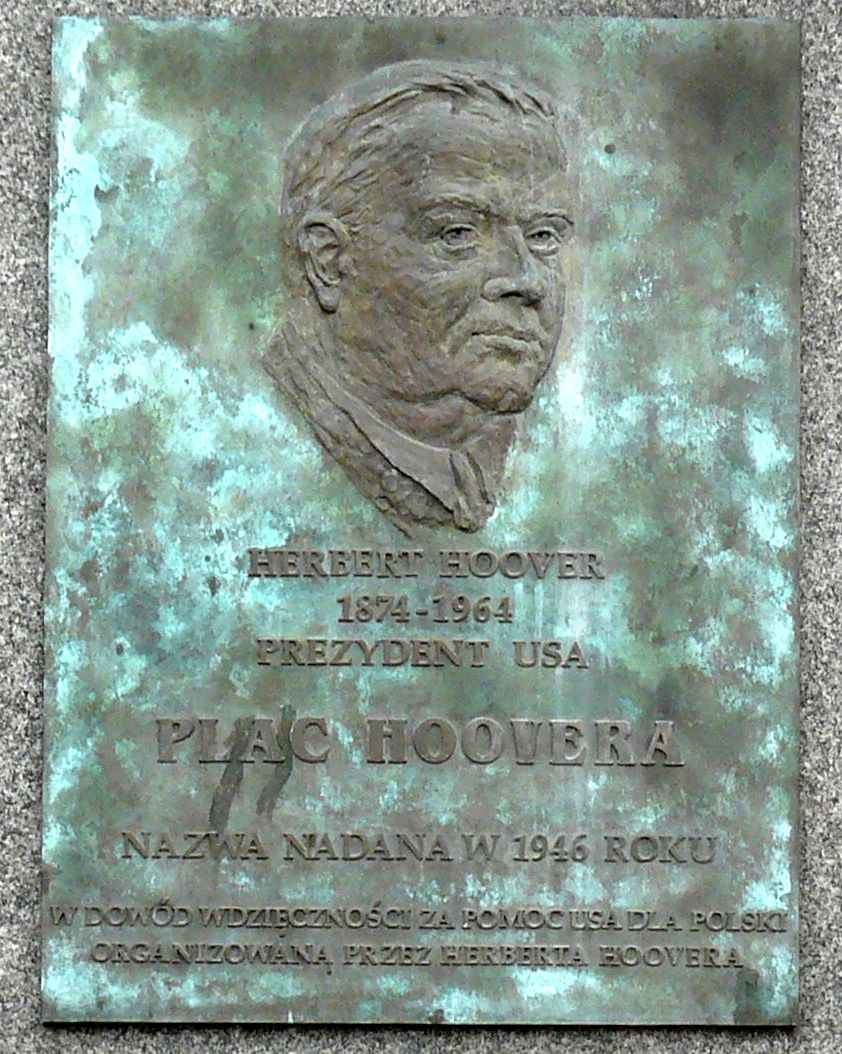
Placa em Poznań, Polônia, em homenagem a Hoover
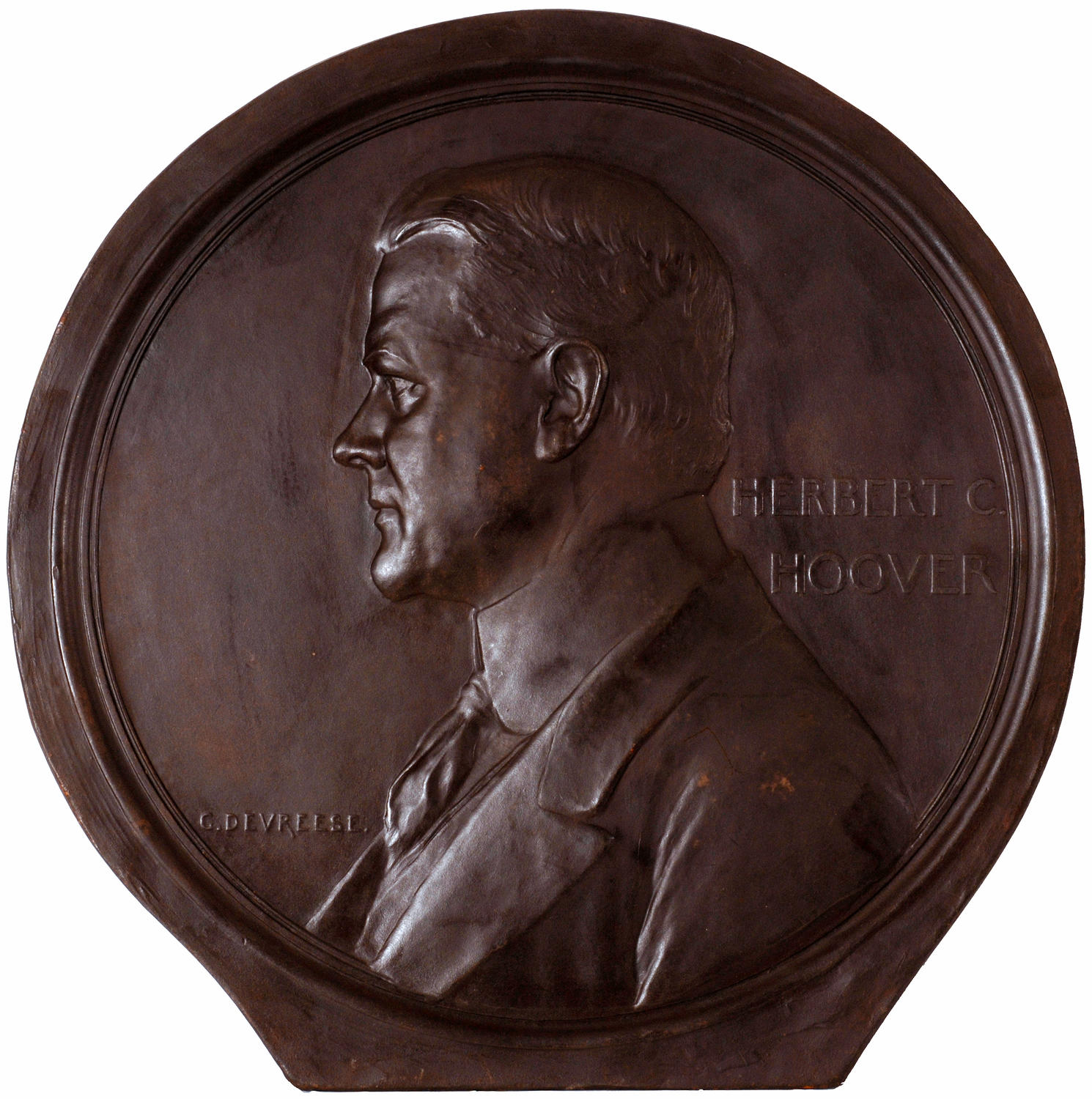
Medalha com a efígie de Hoover, feita por Devreese Godefroi

### Outras honrarias
Hoover foi incluído no National Mining Hall of Fame em 1988 (turma inaugural). Sua esposa foi incluída em 1990.
Hoover foi nomeado para o Australian Prospectors and Miners' Hall of Fame, na categoria de Diretores e Gestão.
Hoover recebeu doutorado honorário pela Universidade Carolina em Praga e pela Universidade de Helsinque em março de 1938. A espada cerimonial está hoje exposta no saguão da Hoover Tower.